# Piedras rúnicas de Ingvar
Las piedras rúnicas de Ingvar (Ingvarsstenarna) es el nombre asignado a 26 piedras rúnicas varegas levantadas en memoria de aquellos que murieron durante la última incursión vikinga en el Caspio, liderados por Ingvar el Viajero.
La expedición de Ingvar es un evento singular que se menciona en muchas piedras rúnicas y en número solo ha sido superado por las sesenta piedras rúnicas griegas e inglesas, treinta de cada. Fue una desgraciada incursión que se desarrolló entre 1036 y 1041 con participación de muchas naves. Los vikingos llegaron hasta las orillas del mar Caspio, aparentemente tomaron parte en la Batalla de Sasireti durante la guerra civil georgiana que asolaba aquellas tierras. Muy pocos regresaron, muchos murieron en batalla y la mayoría, incluido Ingvar, murieron por las enfermedades.
La expedición fue inmortalizada como saga islandesa en el siglo XI, Yngvars saga víðförla, y en las crónicas georgianas Kartlis Tskhovreba, el rey Julfr de la saga corresponde al rey Bagrat IV de Georgia.
Al margen de una piedra en Uplandia y otra piedra en Gotlandia, las piedras de Ingvar son las únicas que han sobrevivido con inscripciones rúnicas que mencionan Serkland. A continuación se relacionan las piedras rúnicas, pero existen muchas otras asociadas con la expedición al Caspio: Sö 360, U 513, U 540, U 785, Vs 1 y Vs 1-2, Vs 18 y Vg 184.
Las transcripciones al nórdico antiguo son en dialectos sueco y danés para facilitar la comparación con las inscripciones, mientras que la traducción castellana procede de la versión inglesa en la Rundata que a su vez procede de los dialectos estandarizados en noruego e islandés. 

## Uplandia

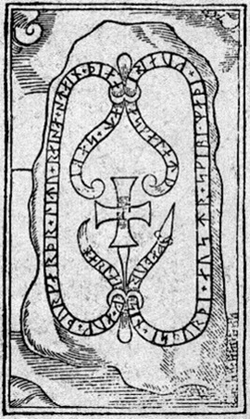
Piedra rúnica U 439.

### U 439 Piedra de Steninge
Es una piedra rúnica de estilo Fp de Serkland y, pese algunas incertidumbres en su descifrado, se considera una de las piedras rúnicas de Ingvar. Estaba localizada en el palacio de Steninge, pero se ha perdido. Johan Bureus, uno de los primeros runólogos, visitó Steninge el 8 de mayo de 1595 y realizó un dibujo de la piedra que se encontraba en el embarcadero. Solo 50 años después la piedra desapareció, y en una carta escrita en 1645 se explica que la piedra había sido usada como material de construcción para un nuevo embarcadero. La inscripción contenía un poema en nórdico antiguo.
Inscripción
En caracteres latinos:
[harlaif × auk × þurkarþr × litu × raisa × stain × þina at × sabi faþur sin × is| |sturþi × austr × skibi × maþ ikuari a/a| |askalat-/skalat-]
En nórdico antiguo:
Hærlæif ok Þorgærðr letu ræisa stæin þenna at Sæbiorn, faður sinn. Es styrði austr skipi með Ingvari a Æistaland(?)/Særkland[i](?).
En castellano: 
"Herleif y Þorgerðr hicieron erigir esta piedra en memoria de Sæbjôrn, su padre, quien dirigió su barco hacia el este Ingvarr hacia Estonia(?)/Serkland(?)."

### U 644 Piedra de Ekilla Bro

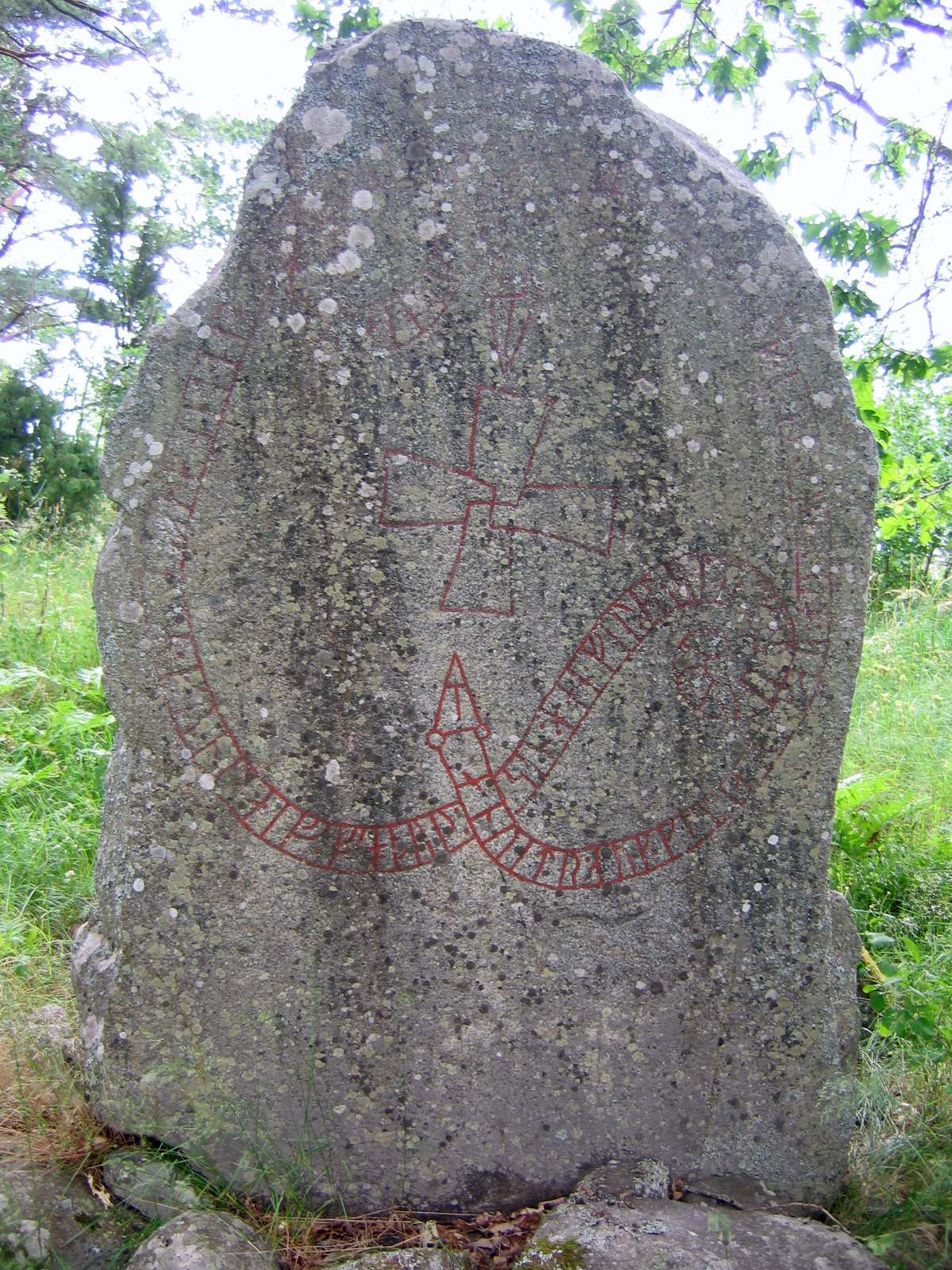
Piedra rúnica U 644.

Piedra rúnica de estilo Fp localizada en Ekilla bro. Levantada en memoria del mismo hombre a quien se le dedicó la piedra U 654 (ver abajo). La misma familia erigió la piedra U 643 que informa de la muerte de Andvéttr. Pritsak sugiere que posiblemente murió en la incursión de Vladimir de Novgorod a Constantinopla en 1043. 
Descripción
El monumento mide más de 2 metros de alto, y se citó por primera vez en el siglo XVII durante la revisión nacional de monumentos históricos. En aquel tiempo estaba situada bajo el puente de piedra que cruza la ribera norte del río Ekilla, y permaneció en posición horizontal hasta 1860, cuando fue levantada no sin grandes dificultades por Richard Dybeck. Después de un primer intento fallido, con un equipo de 12 hombres pudo sacarla del agua y desplazarla 25 metros al norte del puente, donde permanece todavía. En una plaza próxima, hay dos túmulos y unos menhires de la Edad de Hierro. Antiguamente hubo dos piedras rúnicas en el puente, pero se trasladaron a Ekolsund a principios del siglo XIX. Una de ellas cita la misma familia que U 644, y se levantó después de Andvéttr y sus hijos Gunnleifr y Kárr (uno de los hijos tiene el mismo nombre que el abuelo y el otro el mismo nombre que uno de sus tíos).
Inscripción
En caracteres latinos: 
an(u)(i)(t)r : auk * kiti : auk * kar : auk * blisi * auk * tiarfr * þir * raistu * stain þina * aftiR * kunlaif * foþur : sin han : fil * austr : miþ : ikuari kuþ heabi ontini
En nórdico antiguo:
Andvettr ok <kiti> ok Karr ok Blesi ok DiarfR þæiR ræistu stæin þenna æftiR Gunnlæif, faður sinn. Hann fell austr með Ingvari. Guð hialpi andinni.
En castellano: 
"Andvéttr y Kárr y Blesi y Djarfr, erigieron esta piedra en memoria de Gunnleifr, su padre. (Él) cayó en el Este con Ingvarr. Que Dios guarde (su) alma."

### U 654 Piedra de Varpsund

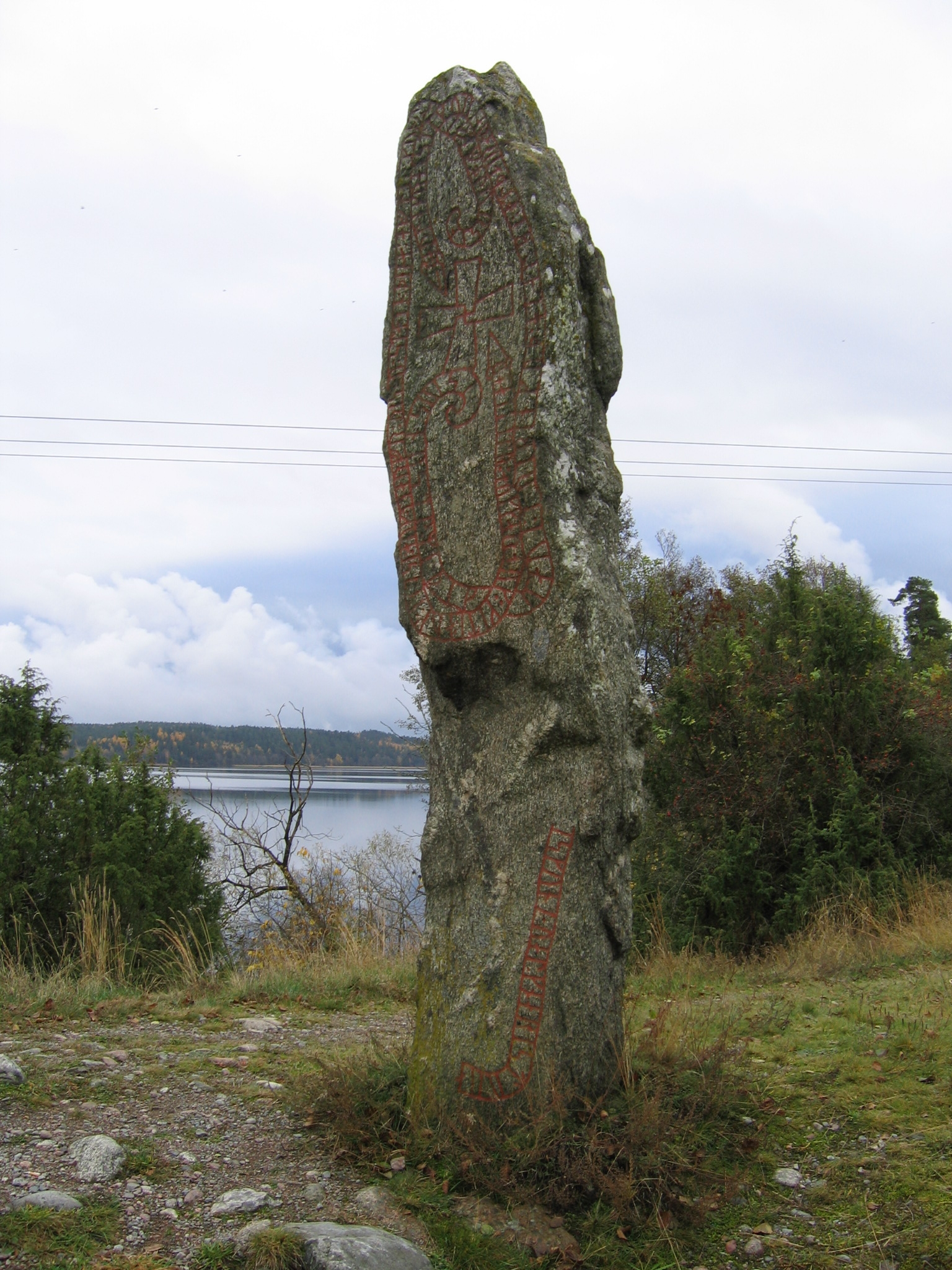
Piedra rúnica U 654.

Es una piedra rúnica de estilo Fp, tiene casi tres metros de altura y está situada en un promontorio entre Stora Ullfjärden ("Gran Fiordo de Ullr") y Ryssviken ("Bahía de los Rusos") por lo que es bien visible para los que viajan por tierra o vienen por mar. Hay grabado un poema en nórdico antiguo.
Descripción
La piedra rúnica se describió en 1599 por Johannes Bureus, y en el siglo XVII en un dibujo de Johan Hadorph y Johan Leitz. Desgraciadamente, la sección con los nombres de dos de los hermanos que se mencionaban en la piedra ya se había deteriorado pero un golpe de suerte hizo que una segunda piedra fuera levantada por la misma familia (U 644 ver arriba) en Ekilla Bro, a unos pocos kilómetros al sur de Varpsund. por lo que los investigadores saben con certeza que sus nombres eran Andvéttr y Blesi.
El nombre del autor aparece grabado superficialmente y la última runa ha desaparecido, pero probablemente sería el maestro cantero Alrikr. Una característica de este artista es que utilizaba la runa-r donde debería aparecer la runa-R. Más aún, la runa-u se usó probablemente en esta piedra como una alterada a. El escrito pertenecía al dialecto nórdico antiguo occidental típico de Noruega e Islandia.
La inscripción menciona el knarr, que era un velero de intercambio de largo recorrido con un amplio espacio de carga. El knarr se menciona en otras piedras rúnicas de la Era vikinga, dos en Sudermania y tres en Uplandia. Una sexta mención aparece en una inscripción medieval de la iglesia de Sakshaug en el fiordo de Trondheim, Noruega, donde alguien grabó la imagen de un knarr y escribió hubo un knarr afuera.
La misma familia erigió la piedra rúnica U 643 en el que se reporta la muerte de Andvéttr. Pritsak sugiere que posiblemente murió en la incursión de Vladimir de Novgorod a Constantinopla en 1043.
Inscripción
En caracteres latinos: 
+ a--itr : auk * ka(r) auk : kiti : auk : -[l]isi : auk * tiarfr : ris[t]u : stain : þena : aftir : kunlaif : foþur sin is u[a]s nus(t)(r) * m[i](þ) ikuari : tribin kuþ : hialbi : o(t) þaira al-ikr| |raistik * runar is kuni + ual * knari stura
En nórdico antiguo: 
A[ndv]ettr ok Karr ok <kiti> ok [B]lesi ok DiarfR ræistu stæin þenna æftiR Gunnlæif, faður sinn. Es vas austr með Ingvari drepinn. Guð hialpi and þæiRa. Al[r]ikR(?) ræist-ek runaR. Es kunni val knærri styra.
En castellano:
"Andvéttr y Kárr y Blesi y Djarfr levantaron esta piedra en memoria de Gunnleifr, su padre, que fue muerto en el Este con Ingvarr. Que Dios guarde (su) alma. Alrikr, yo grabé las runas. El pudo navegar bien con un knarr."

### U 661 Piedra de Råby

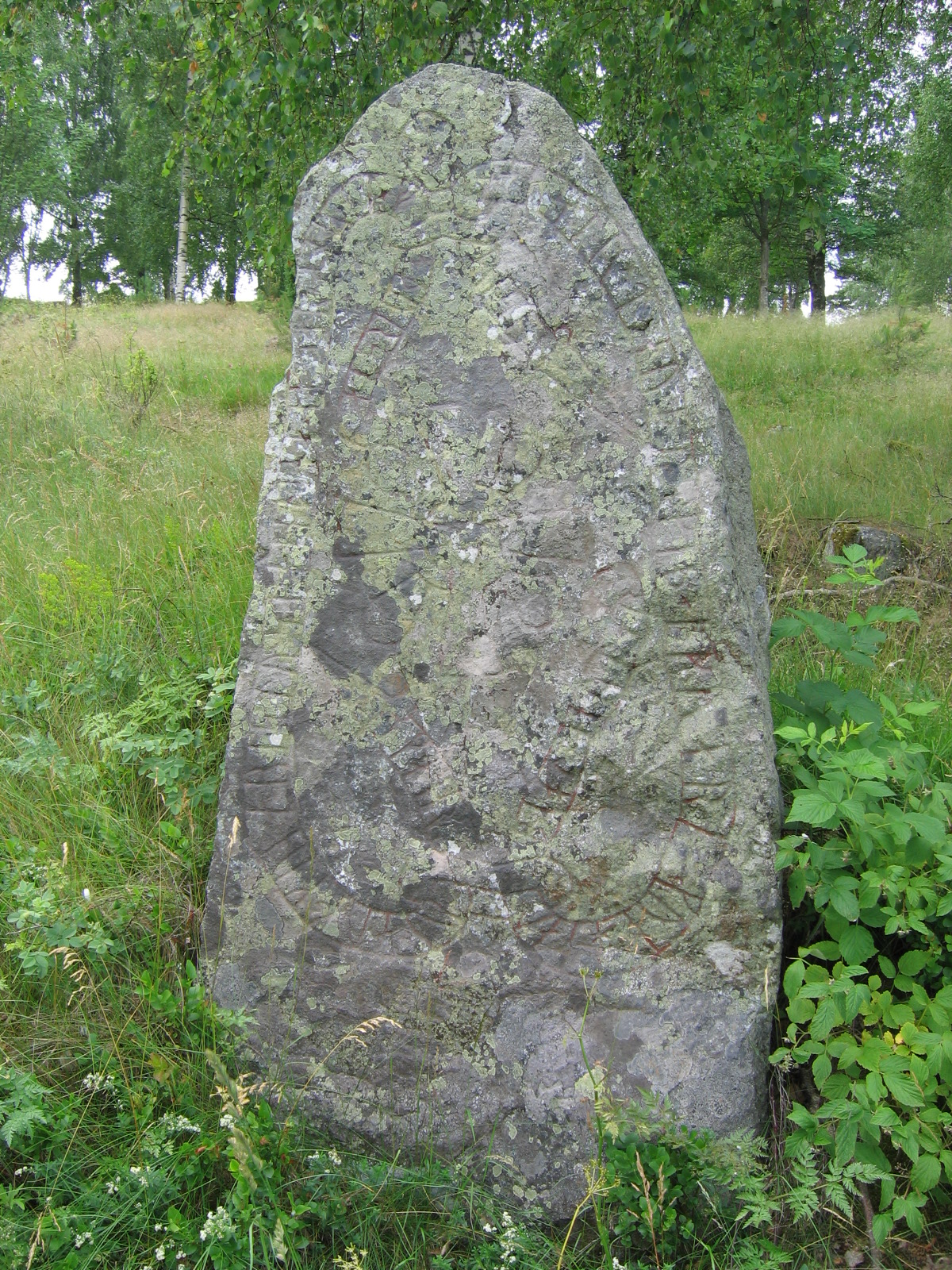
Piedra rúnica U 661.

Es una piedra de estilo Fp, localizada a unos 500 metros al sudoeste de la iglesia de Råby en un descampado con unos 175 monumentos prehistóricos registrados. Entre estos monumentos, hay muchos menhires, la mayoría de la Edad de hierro, 34 montículos y un mojón triangular. La piedra contiene un poema escáldico.
La piedra fue examinada a principios del siglo XVII por Johannes Bureus y se citó en su libro Monumenta Sveo-Gothica Hactenus Expulta.
El grabado artístico de la piedra seigue el patrón de muchas otras piedras de Ingvar, pero se mantiene el debate si fueron grabadas por el mismo artista o no. Una peculiaridad de esta piedra es que, igual que la piedra U 654 aparece la runa-u y se usó probablemente en esta piedra como una alterada a; una caractéristica de la lengua germánica que existía en Suecia, pero pertenecía al dialecto nórdico antiguo occidental típico de Noruega e Islandia.
Inscripción
En caracteres latinos:
kairui × auk × kula × ristu × stain þina × aftir × onunt × foþur sia is uas × austr × tauþr × miþ × ikuari × kuþ × hialbi ot × onutar
En nórdico antiguo: 
GæiRvi ok Gulla ræistu stæin þenna æftiR Anund, faður sinn. Es vas austr dauðr með Ingvari. Guð hialpi and AnundaR.
En castellano:
"Geirvé y Gulla levantaron esta piedra en memoria de Ônundr, su padre, que murió en el Este con Ingvarr. Que Dios guarde el alma de Ônundr."

### U 778 Piedra de Svinnegam

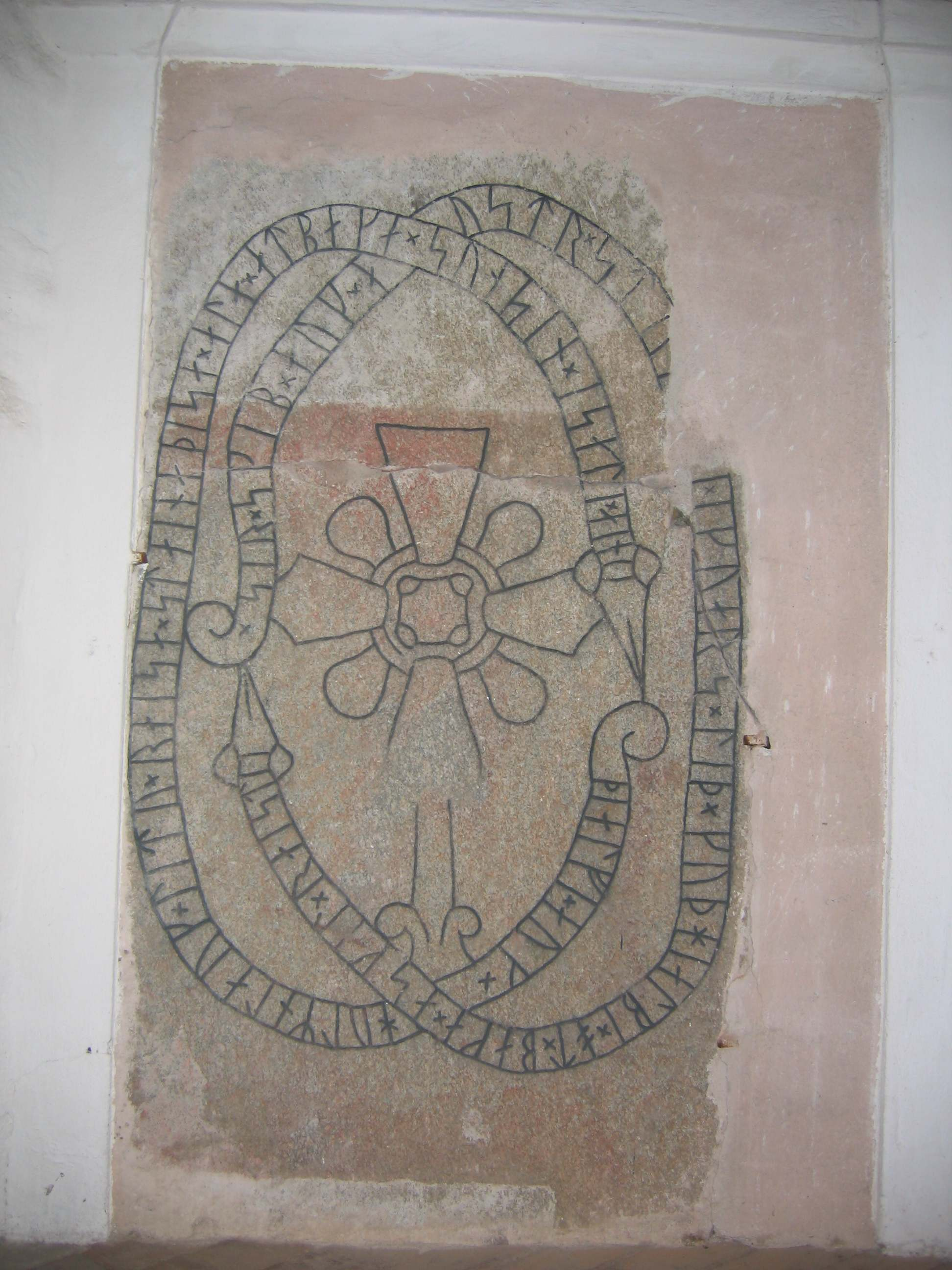
Piedra rúnica U 778.

Es una piedra de estilo Fp y grabado por el maestro cantero Áskell. Encontrado en el porche de la iglesia de Svinnegarn, contiene un poema en nórdico antiguo.

El texto se refiere al lið o séquito de Ingvar y a menudo usadas para los Þingalið, las fuerzas escandinavas que sirvieron a los reyes ingleses en 1013–1066, y usado en ese sentido en la piedra U 668. Se ha sugerido que lið pudiera referirse a la flota de Ingvar en general o grupo de naves.
Inscripción
En caracteres latinos:
þialfi × auk × hulmnlauk × litu × raisa × staina þisa × ala × at baka × sun sin × is ati × ain × sir × skib × auk × austr × stu[rþi ×] i × ikuars × liþ × kuþ hialbi × ot × baka × ask(i)l × raist
En nórdico antiguo:
Þialfi ok Holmlaug letu ræisa stæina þessa alla at Banka/Bagga, sun sinn. Es atti æinn seR skip ok austr styrði i Ingvars lið. Guð hialpi and Banka/Bagga. Æskell ræist.
En castellano: 
"Þjalfi y Holmlaug han levantado todas estas piedras en memoria de Banki/Baggi, su hijo, que solo poseía una nave y se dirigió al Este con el séquito de Ingvarr. Que Dios guarde el alma de Banki's/Baggi. Grabó Áskell."

### U 837 Piedra de Alsta

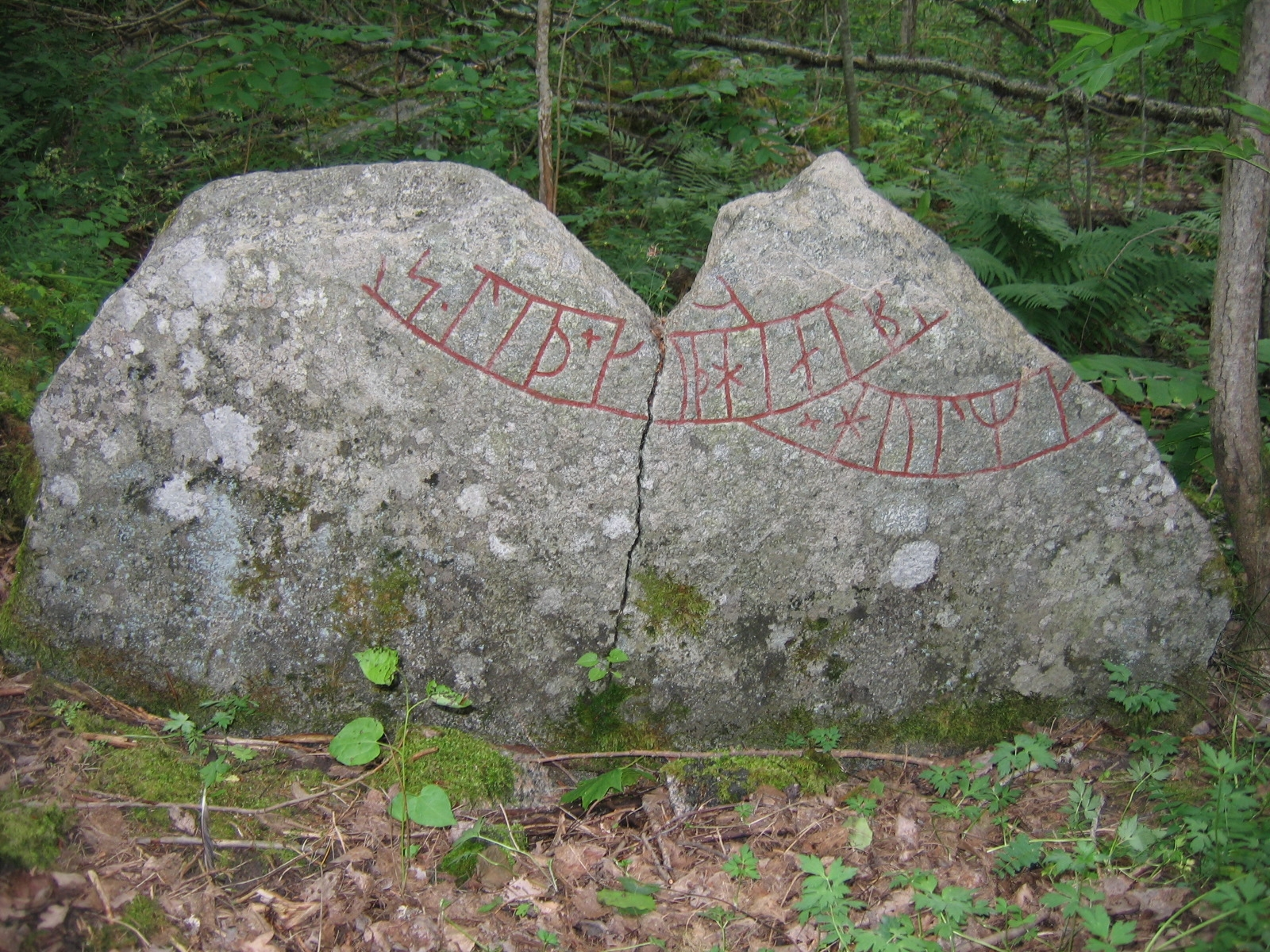
Piedra rúnica U 837.

Piedra situada en Alsta, Nysätra y descubierta en la década de los años 40 por un muchacho local, iniciándose una búsqueda infructuosa para encontrar los fragmentos desaparecidos. Actualmente está emplazada en el bosque a 100 metros de la carretera. Se ha conseguido identificarla como una piedra de Ingvar el Viajero por el resto de runas -rs + liþ, que coinciden con ikuars × liþ ("séquito de Ingvar") de la piedra rúnica U 778 (ver arriba).
Inscripción
En caracteres latinos: 
... ...k × hulmk... ... ...(r)s + liþ × kuþ × hialb(i) ...
En nórdico antiguo:
... [o]k Holmg[æiRR](?) ... [Ingva]rs(?) lið. Guð hialpi ...
En castellano:
"... y Holmgeirr(?) ... séquito de Ingvarr(?). Que dios guarde ..."

### U 1143 Piedra de Tierp

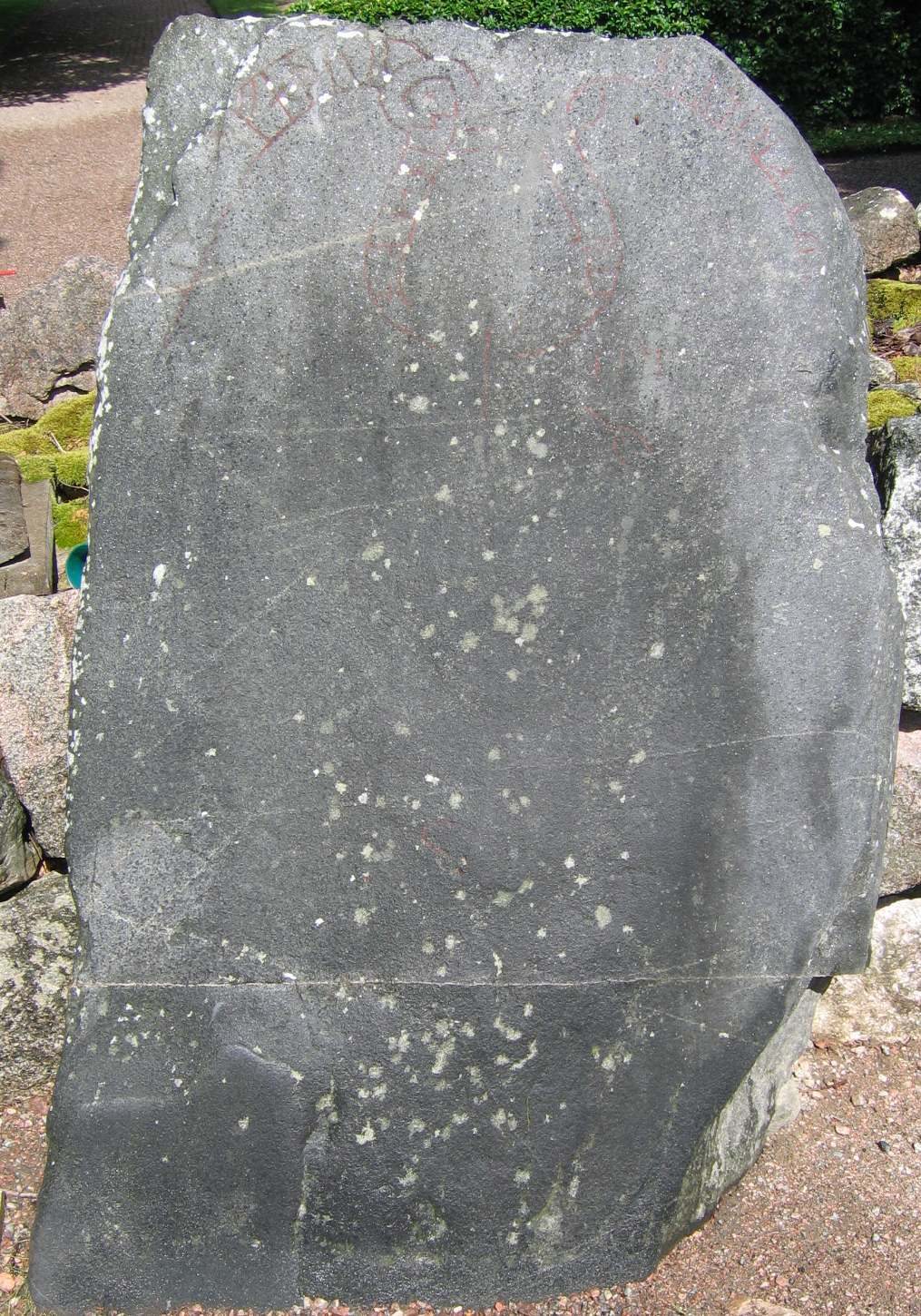
Piedra rúnica U 1143.

Piedra situada en la iglesia de Tierp. Se ha tentado categorizarla como estilo Pr1. Como está muy desgastada hoy día, el texto de la inscripción se conoce gracias a un dibujo de Johan Peringskiöld.
Inscripción
En caracteres latinos:
[klintr auk blikr × ristu stin × þinsi * iftiR kunu(i)þ] × faþur × sin + han [× foR bort miþ (i)kuari + kuþ trutin hialbi ont ...](r)[a *] kristin[a þu]r[iR + --an- × ri]s[ti +]
En nórdico antiguo:
Klintr(?) ok BlæikR ræistu stæin þennsi æftiR Gunnvið, faður sinn. Hann for bort með Ingvari. Guð drottinn hialpi and [ald]ra kristinna. ÞoriR [ru]na[R](?)/[Tr]an[i](?) risti.
En castellano: 
"Klettr(?) y Bleikr erigieron esta piedra en memoria de Gunnviðr, su padre. Él viajó lejos con Ingvarr. Que Dios guarde las almas de todos los cristianos. Þórir grabó las runas(?)."

### U Fv1992;157

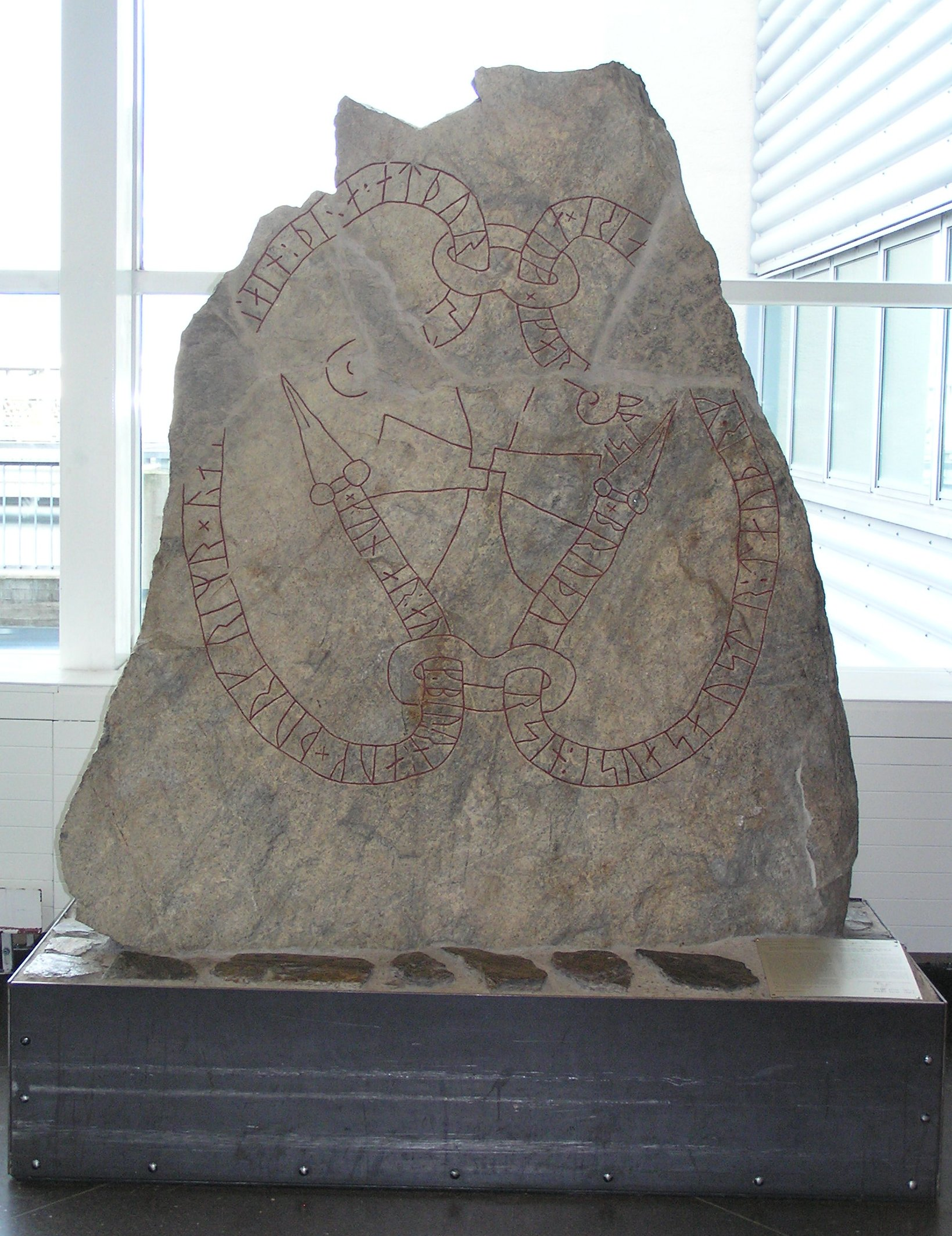
Piedra rúnica U FV 1992;157.

Piedra rúnica de estilo Fp fue reportada por trabajadores de la construcción de carreteras el 6 de abril de 1990. Un runólogo llegó y se percató que faltaban algunas partes; también estaba postrada con los textos boca arriba, probablemente desenterrada y movida por maquinaria durante el invierno previo desde algún lugar del vecindario. La existencia de liquen mostró que no había sido completamente enterrada. Más tarde durante el mismo mes, una excavación arqueológica descubrió dos pedazos de la misma piedra. En el 23 fue enviada al museo de Sigtuna y el 16 de mayo, fue enviada a un cantero para su reconstrucción.
Descripción
La piedra es de granito fino y de color gris pálido, mide 2.30 metros de alto y 1.73 metros de ancho. El maestro cantero no parecía que preparó la superficie a conciencia ya que su apariencia es bastante áspera, pero las runas son todavía legibles. La piedra la grabó el mismo cantero que la piedra U 439 y probablemente la U 661. Es la única piedra que cita la construcción de un puente. La excavación establece que la piedra había sido emplazada al lado de la carretera, donde una vez hubo una cala en el lugar por donde cruzaba un puente. 
La referencia a la construcción del puente en el texto rúnico es bastante común en piedras de ese período y se interpreta como un referente cristiano sobre las almas que cruzan el puente hacia el más allá. En aquel tiempo, la Iglesia católica patrocinaba la construcción de puentes y caminos a cambio de indulgencia e intercesión para las almas. Hay otros muchos ejemplos de estas piedras que hablan de puentes en el siglo XI, incluidas las inscripciones rúnicas Sö 101 conocido como Grabado Ramsund, U 489 y U 617
Como una vez restaurada no podía regresar a su emplazamiento original, la Administración de Aviación Civil Sueca inició el procedimiento para su instalación en la nueva terminal 2 de vuelos de cabotaje. Se inauguró en una solemne ceremonia el 17 de mayo de 1992.
Inscripción
En caracteres latinos:
× kunar : auk biurn : auk × þurkrimr × ra-... ...tain : þina * at þurst... × bruþur sin : is uas austr : tauþr * m... ...ari × auk × karþ... ...u þisi
En nórdico antiguo:
Gunnarr ok Biorn ok ÞorgrimR ræ[istu s]tæin þenna at Þorst[æin] broður sinn, es vas austr dauðr m[eð Ingv]ari, ok gærð[u br]o þessi.
En castellano:
"Gunnarr y Bjôrn y Þorgrímr erigieron esta piedra en memoria de Þorsteinn, su hermano, que murió en el Este con Ingvarr, e hicieron este puente."

## Sudermania

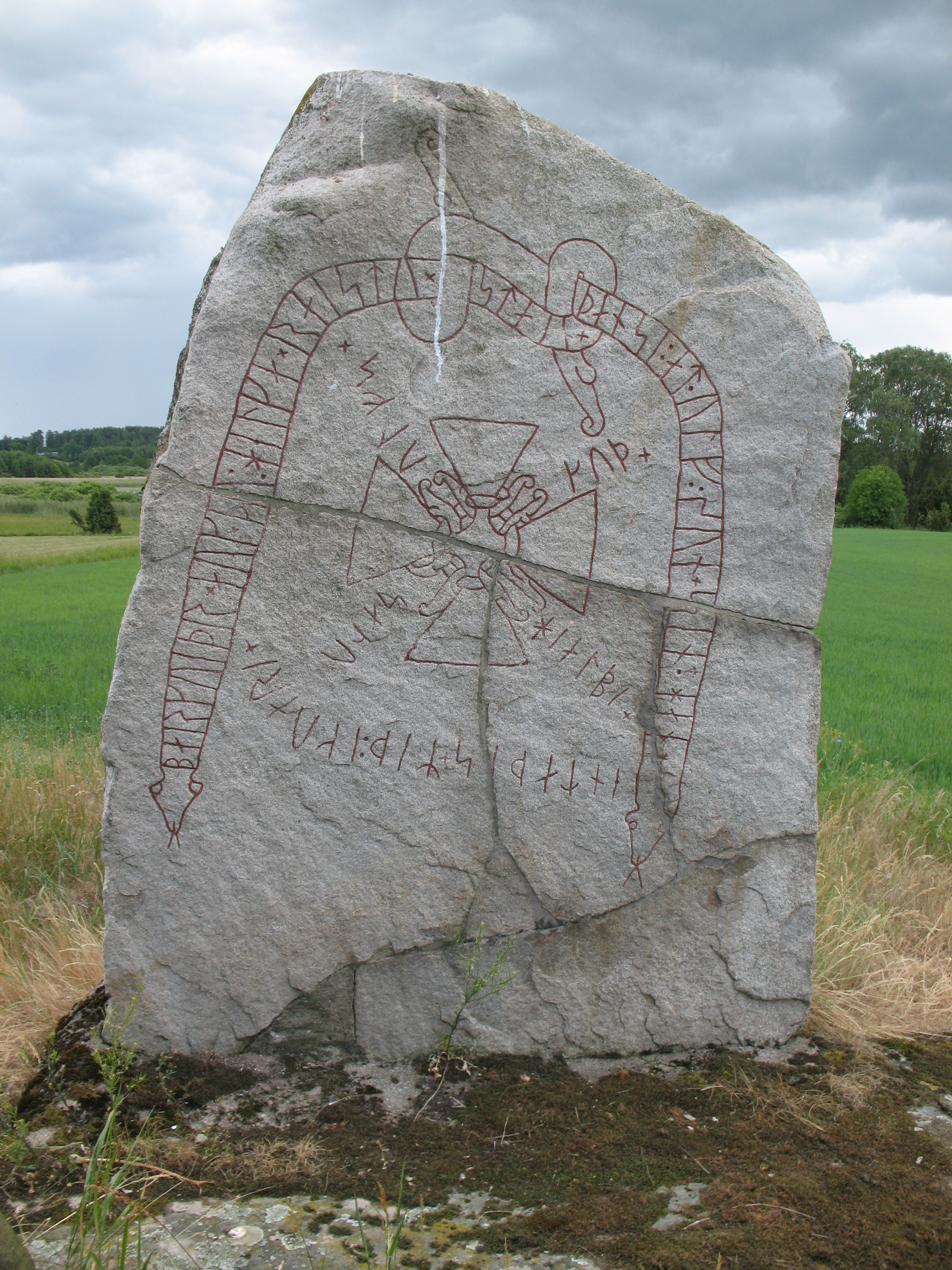
Piedra rúnica Sö 9.

### Sö 9 Piedra de Lifsinge
Esta piedra está localizada en Lifsinge y es de estilo Fp. El maestro cantero usó la imagen de la cruz en el centro para enfatizar la Salvación; el texto Que Dios guarde el alma de Ulfr" circunda la cruz.
Inscripción
En caracteres latinos:
barkuiþr × auk × þu : helka × raistu × stain × þansi : at * ulf : sun * sint * han × entaþis + miþ : ikuari + kuþ + hialbi + salu ulfs ×
En nórdico antiguo:
Bergviðr/Barkviðr ok þau Hælga ræistu stæin þannsi at Ulf, sun sinn. Hann ændaðis með Ingvari. Guð hialpi salu Ulfs.
En castellano:
"Bergviðr/Barkviðr y Helga, ellos levantaron esta piedra en memoria de Ulfr, su hijo. Él encontró su final con Ingvarr. Que Dios guarde el alma Ulfr."

### Sö 96 Piedra de Jäder

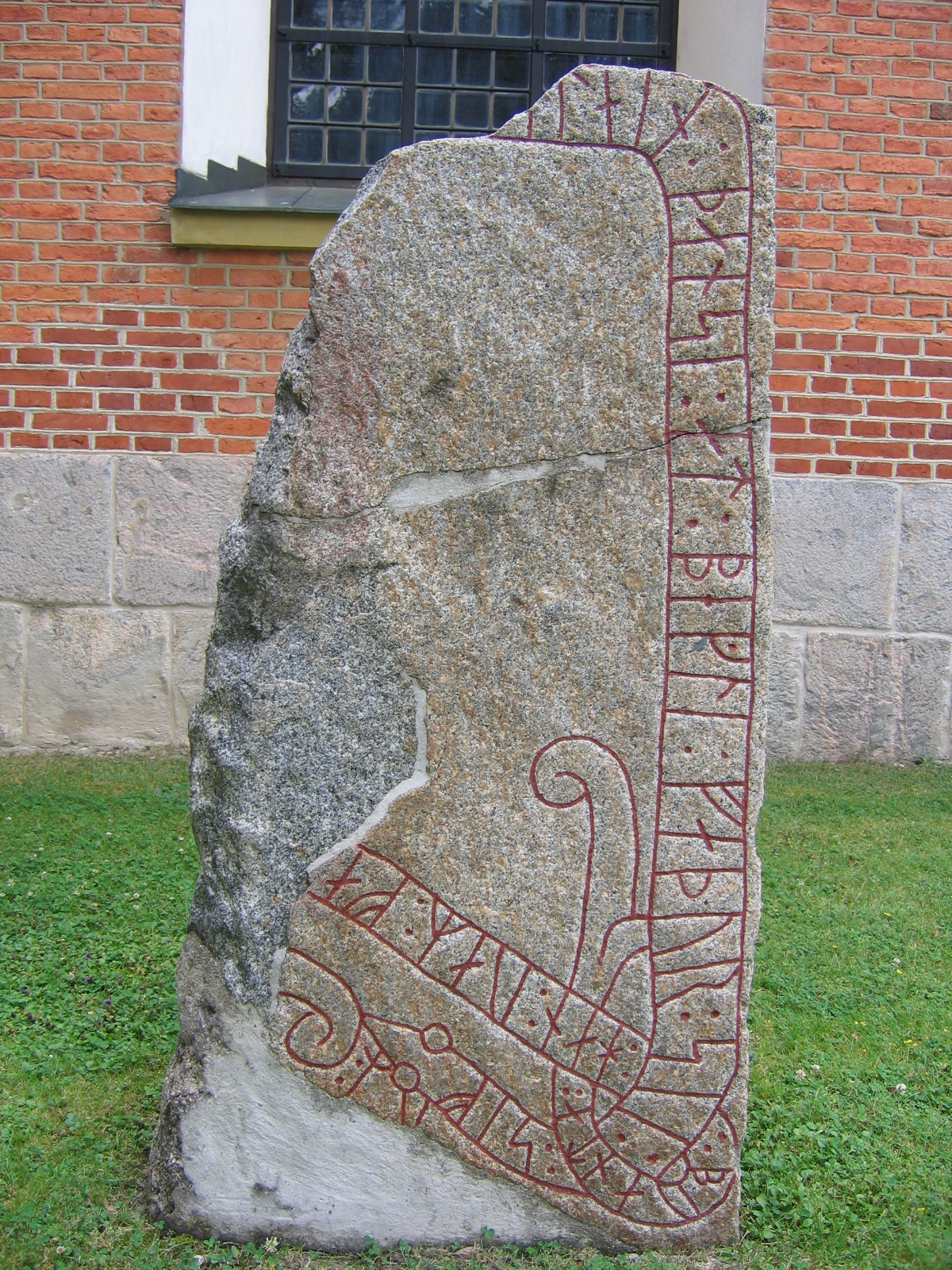
Piedra rúnica Sö 96.

Piedra rúnica de estilo Fp localizada en la iglesia de Jäder.
Inscripción
En caracteres latinos: 
-(t)ain : þansi : at : begli : faþur : sii :: buanta :: sifuR :: han : uaR : fa... ...
En nórdico antiguo:
[s]tæin þannsi at Bægli, faður sinn, boanda SæfuR. Hann vaR fa[rinn](?) ...
En castellano:
"esta piedra en memoria de Beglir, su padre, marido de Sæfa. Él viajó(?) ..."

### Sö 105 Piedra de Högstena

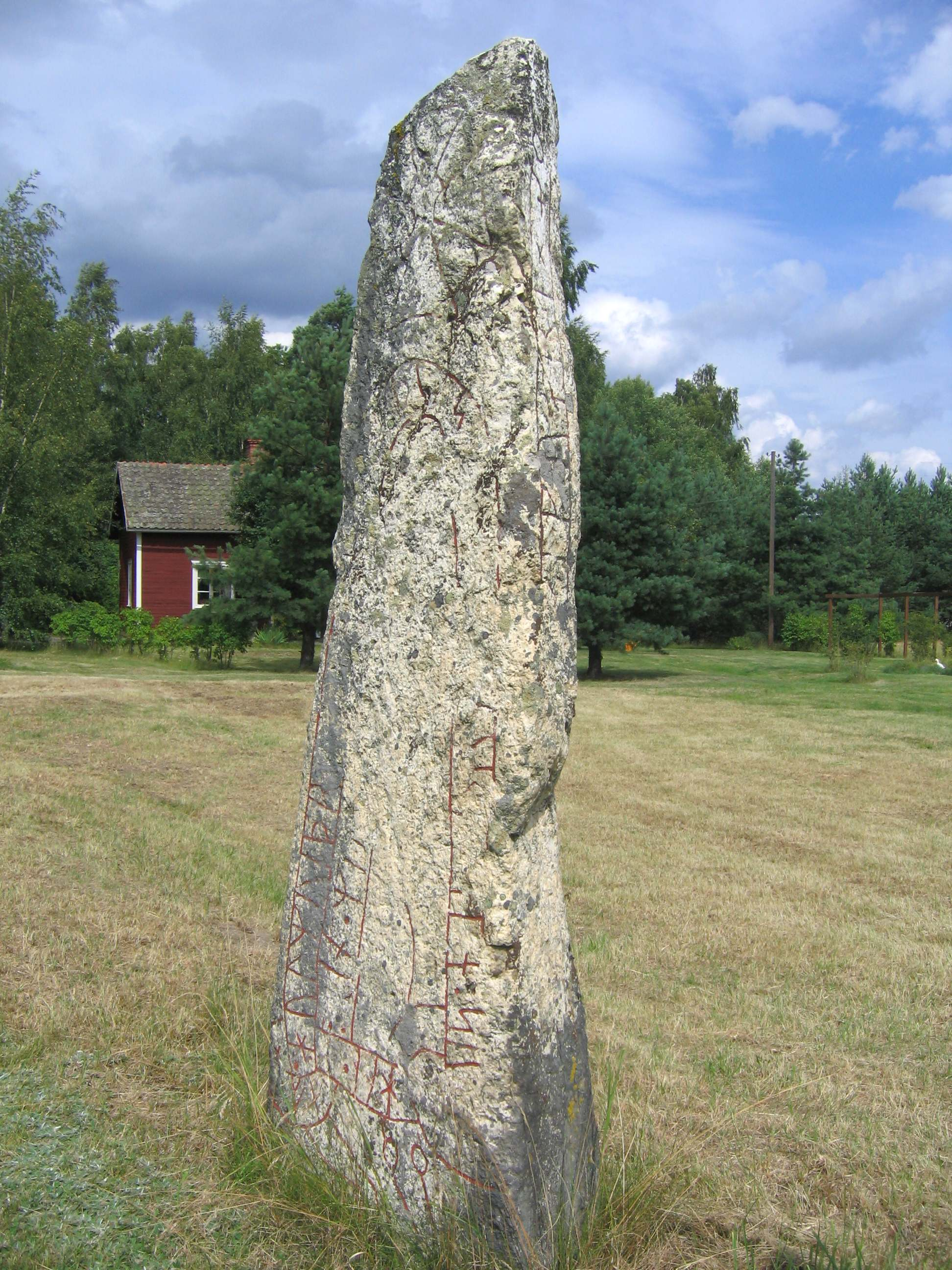
Piedra rúnica Sö 105.

Piedra rúnica de estilo Fp localizada en Högstena, Sudermania. Erigida por Holmviðr en memoria de su hijo Þorbjörn.
Basada en otras piedras rúnicas, se ha podido establecer unas amplios vínculos familiares que se mencionan en esta piedra, y se puede reconstruir de esta forma: 
Holmviðr era un rico terrateniente que también aparece en Sö 116. Es estuvo casado con Gýlosriðr, la hermana de Sigfastr, el dueño de Snottsta, que se menciona en las piedras U 623  y U 331. 
Inscripción
En caracteres latinos:
: hulmuiþr : -þi-(s)... ...(R) ...ur--(r)- su[n] han : uaR : fa-in : m(i)- : ikuari ×+
En nórdico antiguo:
Holmviðr ... ... [Þ]or[bæ]r[n](?) sun [sinn]. Hann vaR fa[r]inn me[ð] Ingvari.
En castellano:
"Holmviðr ... ... Þorbjôrn(?), su hijo. Él viajó con Ingvarr."

### Sö 107 Piedra de Gredby

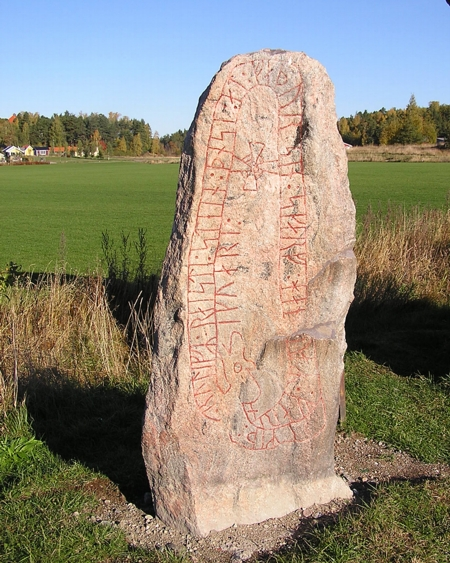
Piedra rúnica Sö 107.

Piedra localizada originariamente en Balsta, trasladada a Eskilstuna en el siglo XVII, y trasladada de nuevo a Gredby en 1930 adyacente a Sö 108 y Sö 109. Se ha tentado categorizarla como estilo Pr2. El nombre Skarfr de la inscripción se traduce como "cormorán."
Inscripción
En caracteres latinos:
: rulifR : raisti : stein : þnsi : at : faþur : sin : skarf : ha[n] uaR : farin : miþ : ikuari :
En nórdico antiguo: 
HroðlæifR ræisti stæin þennsi/þannsi at faður sinn Skarf. Hann vaR farinn með Ingvari.
En castellano:
"Hróðleifr levantó esta piedra en memoria de su padre Skarfr. Él viajó con Ingvarr."

### Sö 108 Piedra de Gredby (2)

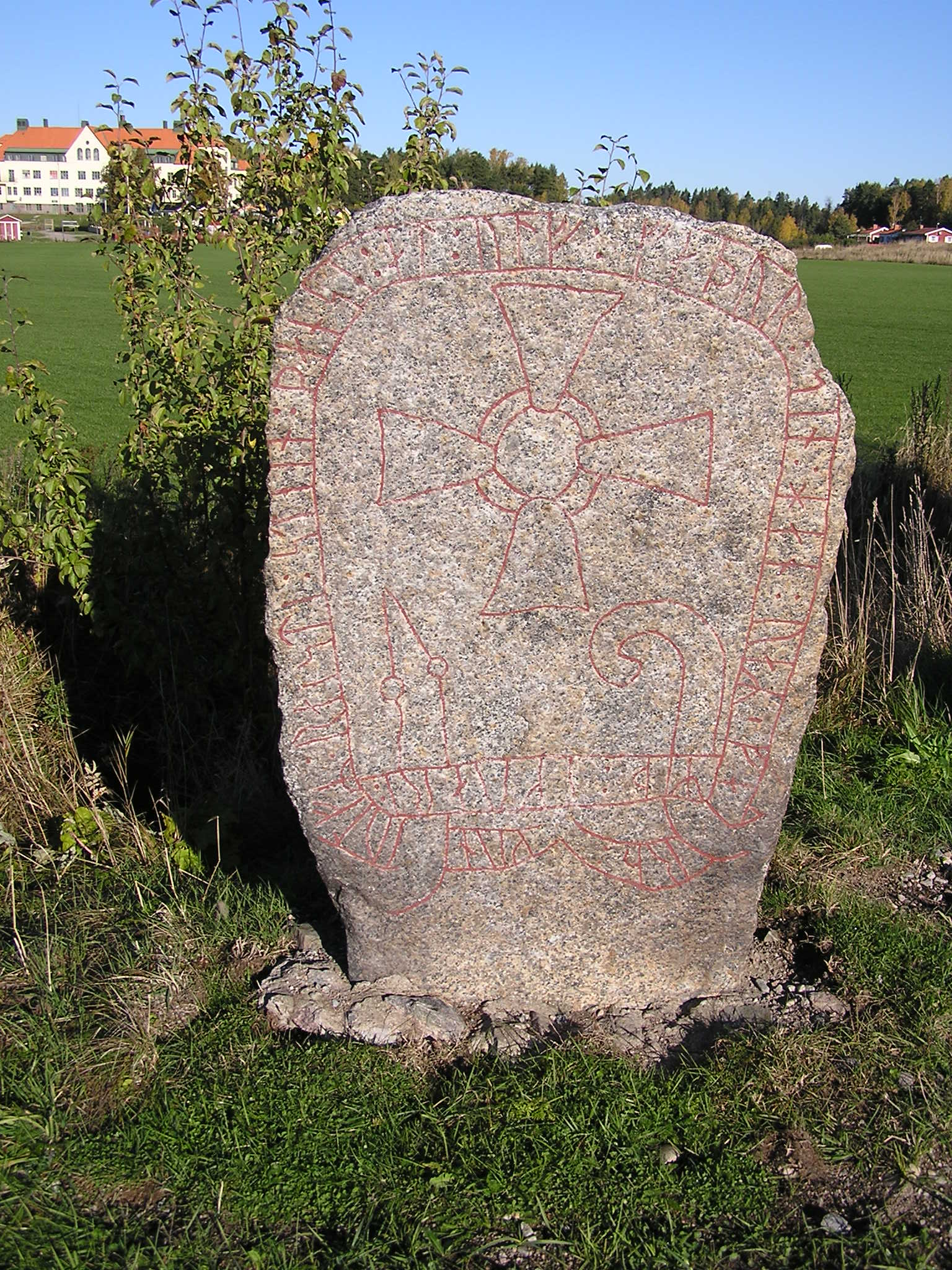
Piedra rúnica Sö 108.

Piedra rúnica en estilo Fp localizada in Gredby. El nombre del padre Ulf significa "lobo", mientras que el nombre del hijo Gunnulf combina gunnr para crear "lobo de guerra."
Inscripción
En caracteres latinos:
kunulfR : raisti : stein : þansi : at : ulf : faþur : sin : han : uaR i : faru : miþ : ikuari :
En nórdico antiguo:
GunnulfR ræisti stæin þannsi at Ulf, faður sinn. Hann vaR i faru með Ingvari.
En castellano:
"Gunnulfr levantó esa piedra en memoria de Ulfr, su padre. Él estaba en un viaje con Ingvarr."

### Sö 131 Piedra de Lundby

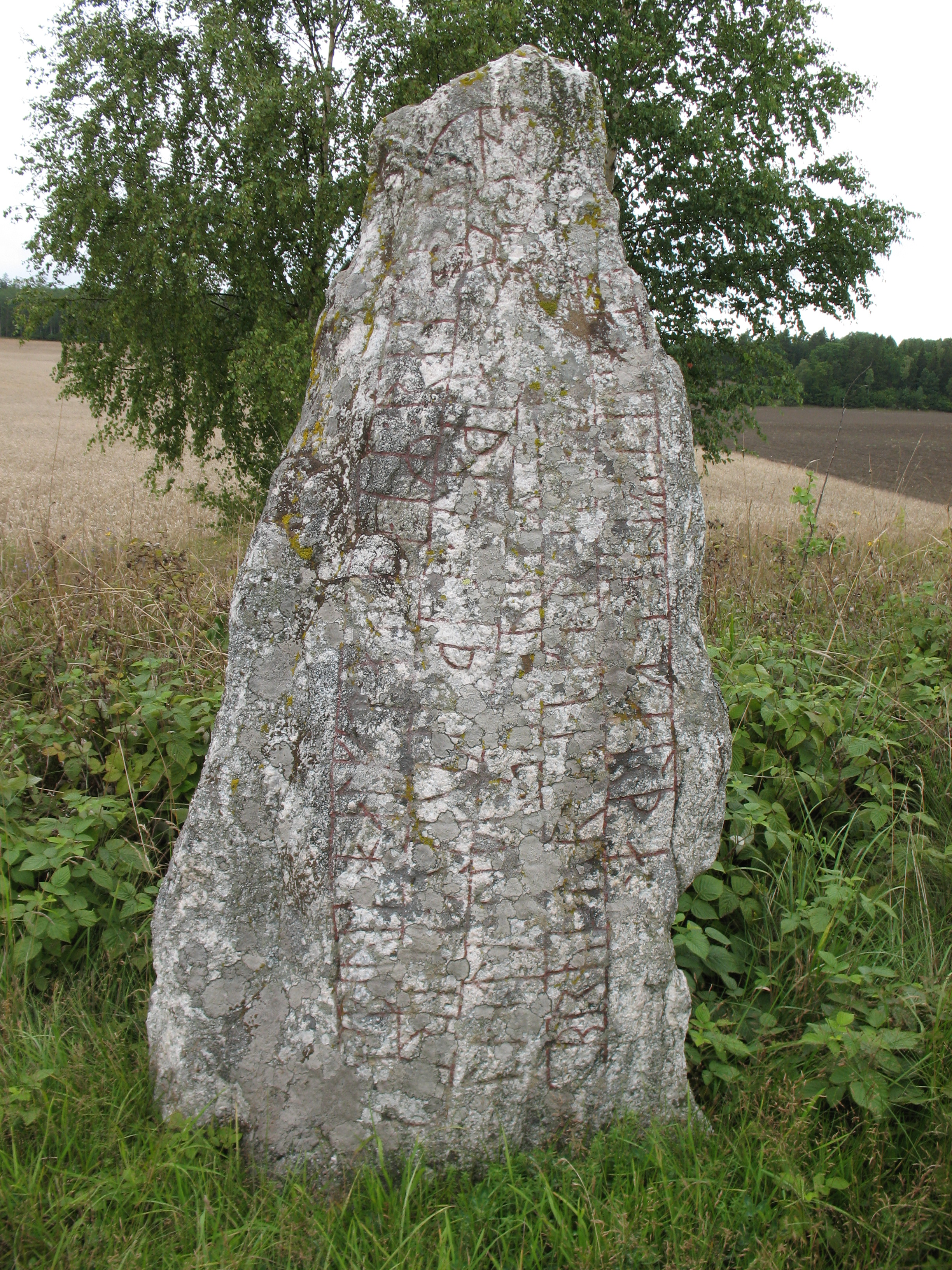
Piedra rúnica Sö 131.

Piedrá rúnica en estilo RAK y una de las piezas de Serkland, localizada en Lundby. Cuando Richard Dybeck visitó el lugar en el siglo XIX, alguien le advirtió de una piedra que sobresalía unas tres pulgadas sobre el suelo y que parecía que estaban escritas. Dybeck excavó y descubrió que era una piedra rúnica con una inscripción muy interesante. En los tiempos de Dybeck, también había los restos de un barco de piedra.
Skarði es un nombre bastante inusual, pero aparece en inscripciones rúnicas de Suecia, Noruega y Dinamarca, y probablemente deriva de una palabra para la forma inglesa "score" y probable que se refiriese a alguien que tenía labio leporino. El nombre Spjóti también es inusual; el único Spjót encontrado hasta la fecha pertenece a una inscripción en una zona cercana a la piedra rúnica Sö 106. La palabra heðan ("desde aquí") solo se ha encontrado en una sola inscripción rúnica de la Era vikinga.
La última parte de la inscripción es un poema aliterativo. Esta clase de versos aparecen en bastantes piedras rúnicas y son bien conocidas en la poesía del nórdico antiguo occidental.
Inscripción
En caracteres latinos:
: sbiuti : halftan : þaiR : raisþu : stain : þansi : eftiR : skarþa : bruþur sin : fur : austr : hiþan : miþ : ikuari : o sirklanti : likR : sunR iuintaR
En nórdico antiguo:
Spiuti, Halfdan, þæiR ræisþu stæin þannsi æftiR Skarða, broður sinn. For austr heðan með Ingvari, a Særklandi liggR sunR ØyvindaR.
En castellano:
"Spjóti (y) Halfdan, ellos levantaron esta piedra en memoria de Skarði, su hermano. Desde aquí (él) viajó hacia el Este con Ingvarr; en Serkland permanece el hijo de Eyvindr."

### Piedras rúnicas de Tystberga

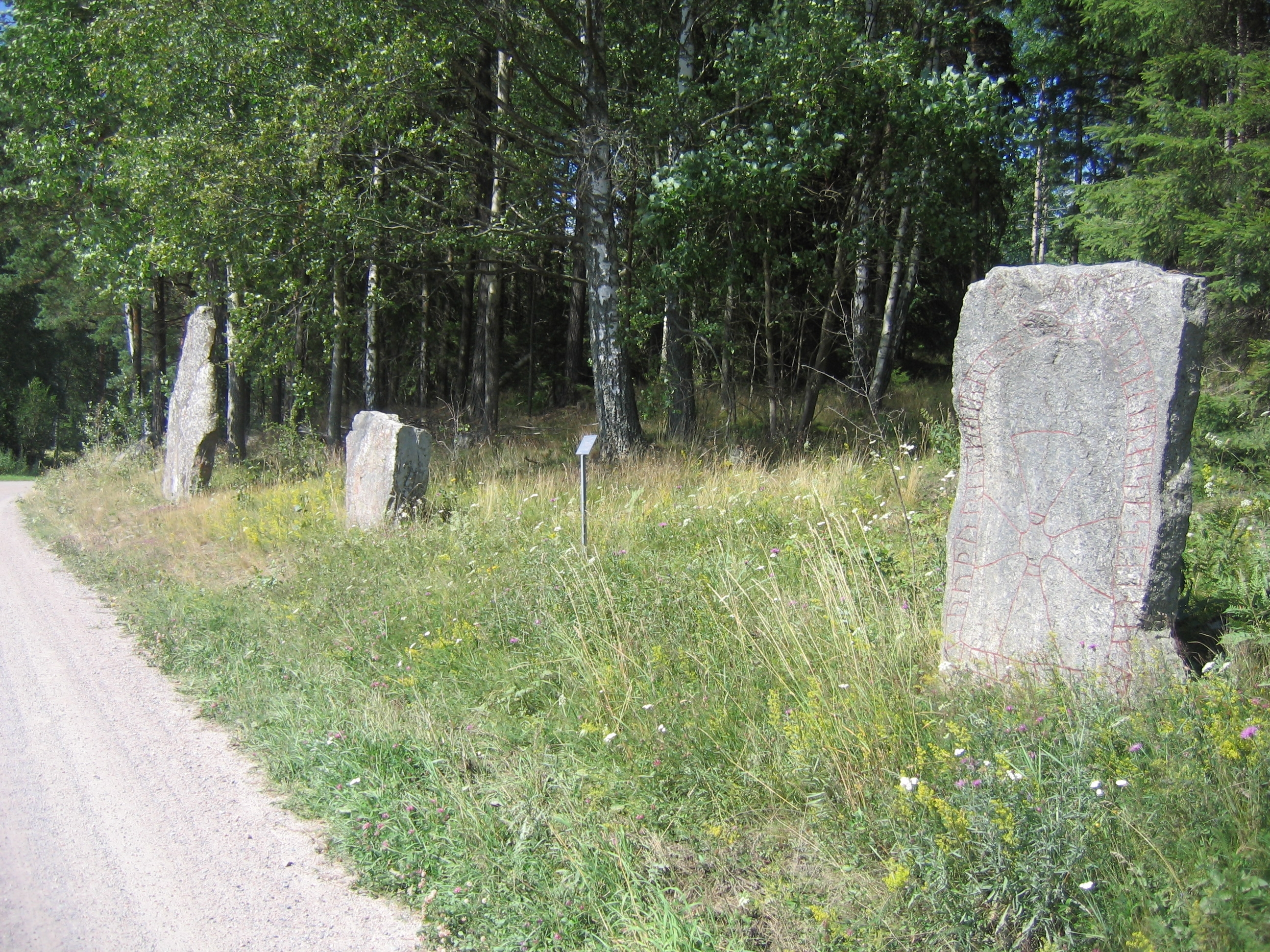
Las tres piedras de Tystberga.

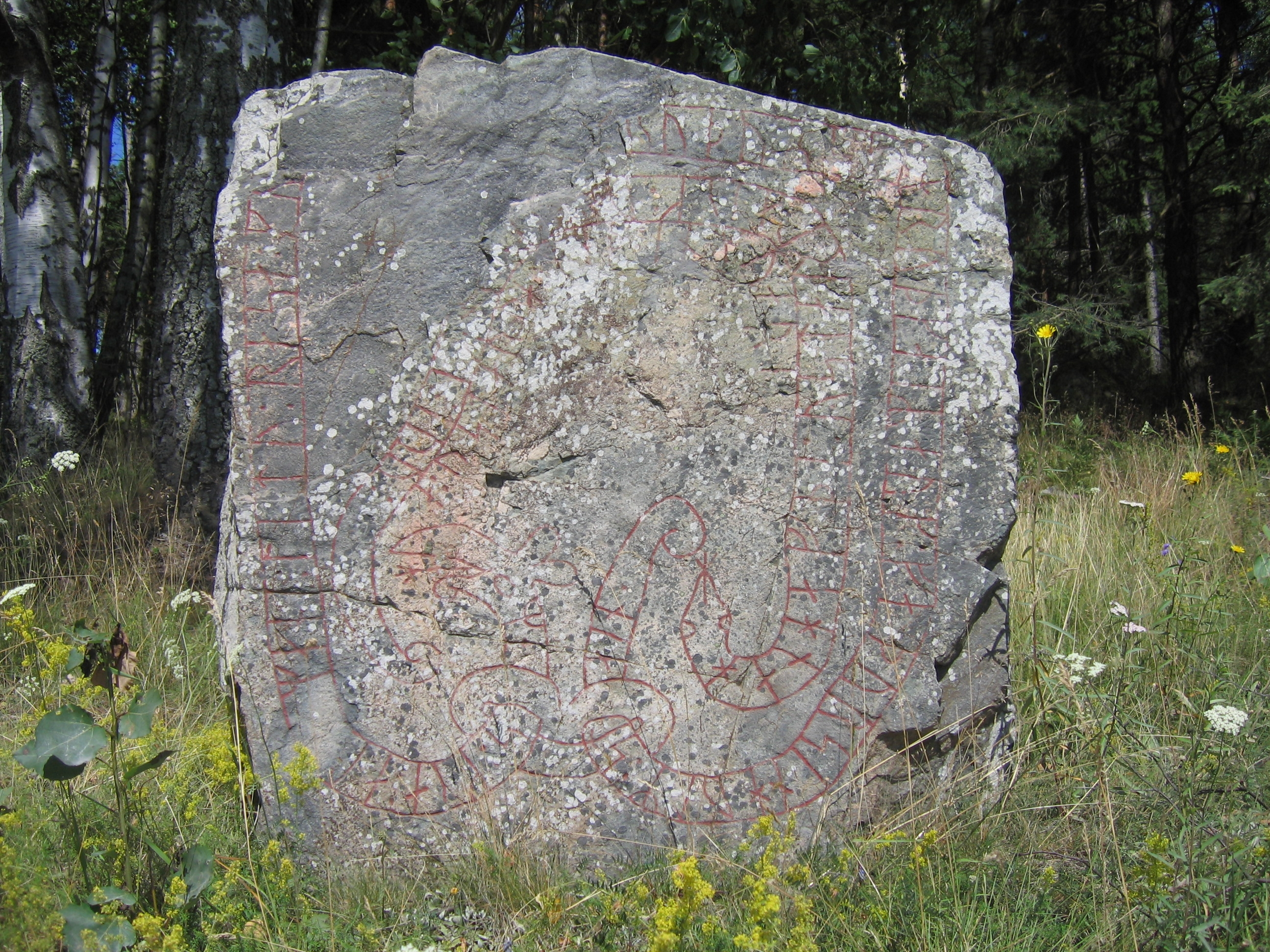
Piedra rúnica Sö 173.

En el pueblo de Tystberga hay tres piedras rúnicas. Dos de ellas son pedras rúnicas clasificadas como Sö 173 y Sö 374, de las cuales la última muestra una cruz. Sö 173 tiene doble categoría en estilo Fp y estilo Pr2. Ambas inscripciones son del siglo XI y hablan de la misma familia. Es probable que se refieran tanto a expediciones vikingas hacia el Este como el Oeste. 
El emplazamiento fue descrito por Lukas Gadd durante la revisión nacional de monumentos prehistóricos que tuvo lugar en el siglo XVII. En un prado del lugar propiedad de Tystberga había una piedra llana escrita con runas y a su lado otra piedra inclinada. Además, había una gran piedra cuadrada rodeada de filas de piedras más pequeñas, que Gadd describió como "un cementerio bastante grande". No lejos de las piedras, había también dos enormes losas de unos 20 pies de longitud.
Descripción
Hay un dibujo de la piedra con la cruz del siglo XVII, hecho por Johan Hadorph y Johan Peringskiöld, que ayudó a los investigadores a reconstruir las partes que hoy día se encuentran dañadas. La piedra rúnica se erigió de nuevo por Richard Dybeck en 1864. En 1936, Ivar Schnell examinó la piedra, y advirtió que había una piedra más grande cercana. Cuando se levantó, descubrieron que era otra piedra rúnica, y que probablemente era la que Lukas Gadd se refirió cuando citó la gran piedra cuadrada. Cerca, Schnell encontró una piedra destrozada sin runas que probablemente era la piedra inclinada descrita también por Gadd. Ya que dificultaría la agricultura, las tres piedras fueron erigidas de nuevo a una distancia de 60 metros, a un lado del camino. Un círculo de piedras de la Edad de Hierro y otros monumentos descritos por Gadd ya no se encontraron en aquel lugar.
Las runas mani pueden ser interpretadas en dos formas, ya que las inscripciones rúnicas nunca repiten dos runas consecutivas. Una posibilidad es que se refiera a la diosa Máni (la luna), y la otra alternativa es un nombre masculino Manni que deriva de maðr ("hombre"). Las runas '"mus:kia'" son más desafiantes y una primera interpretación era "Mus-Gea", ahora rechazada. Es muy probable que sea una personalización de myskia que significa "oscuro", y un investigador ha sugerido que se refiriese a la puesta de sol o el crepúsculo para referirse a un color de cabello.
La última parte de la inscripción en la cruz son ambas inusuales y parcialmente problemáticas. la palabra ystarla fuera de contexto podría interpretarse como hacia el oeste o hacia el este indistintamente, pero como también aparece austarla más adelante, se ha aceptado que ystarla se refiera hacia el oeste. También inusual, pero no único, que la runa-y represente al phonema v como argumento adicional a esta interpretación es el hecho que permitiría orientar la última sección de la inscripción como un poema en métrica fornyrðislag. Esto explicaría el uso de la runa vestarla permite la aliteración con um vaRit. Se sabe que él se refiere a Hróðgeirr o Holmsteinn, pero la mayoría piensa que es Holmsteinn quien había ido hacia el oeste. La forma plural finalizada en -u en la forma verbal dou muestra que ambos Hróðgeirr y Holmsteinn murieron en la expedición de Ingvar.
Inscripción
En caracteres latinos:

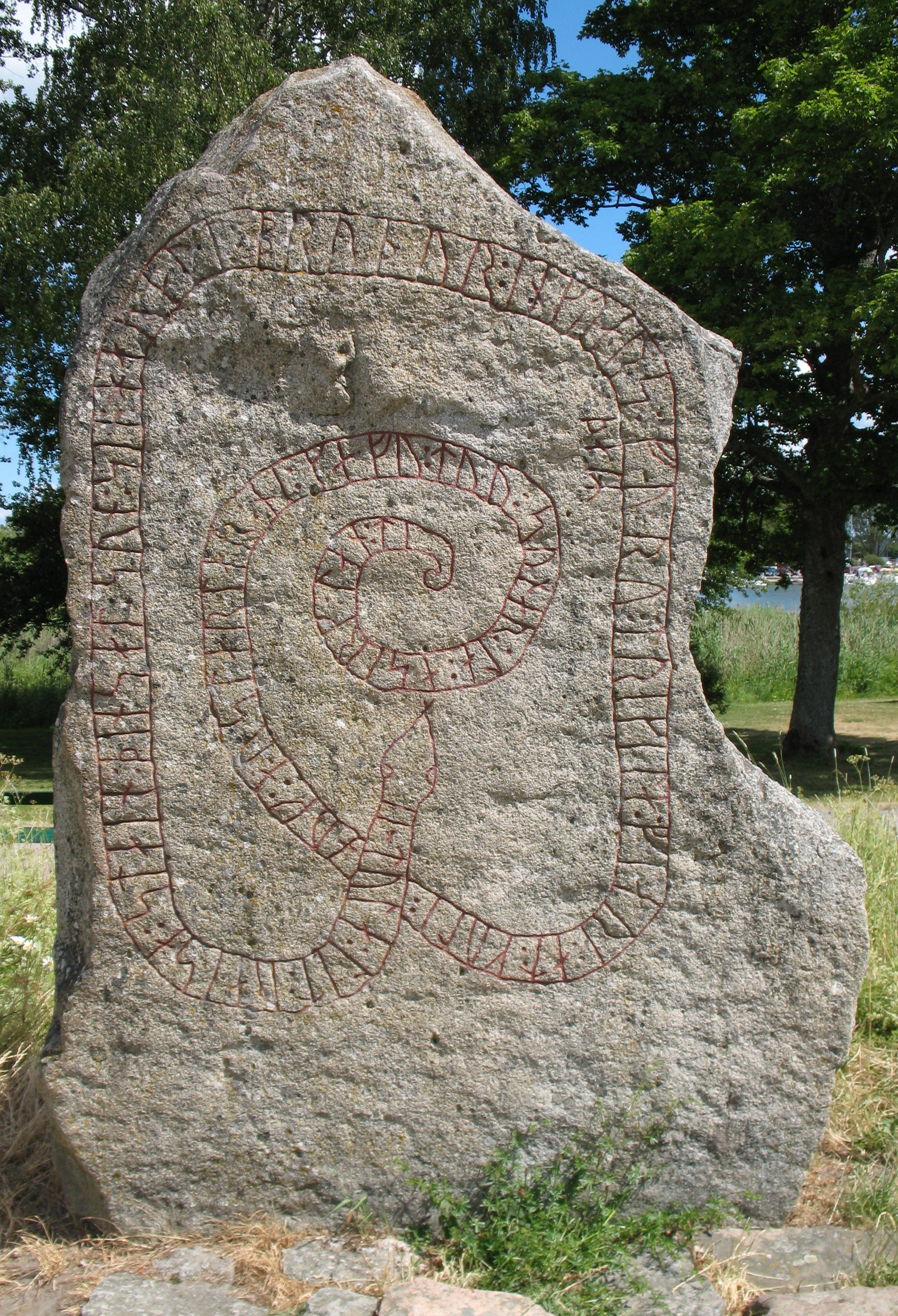
Piedra rúnica de Gripsholm Sö 179.

A mus:kia : a(u)[k :] (m)an(i) : litu : rasa : ku[(m)(l) : þausi : at : b]ruþur * (s)in : hr(u)þkaiR * auk : faþur sin hulm:stain *
B * han hafþi * ystarla u(m) : uaRit * lenki : tuu : a:ustarla : meþ : inkuari
En nórdico antiguo:
A Myskia ok Manni/Mani letu ræisa kumbl þausi at broður sinn HroðgæiR ok faður sinn Holmstæin.
B Hann hafði vestarla um vaRit længi, dou austarla með Ingvari.
En castellano:
A "Myskja y Manni/Máni han erigido este monumento en memoria de su hermano Hróðgeirr y su padre Holmsteinn."
B "Él había estado en el Oeste; murió en el Este con Ingvarr."

### Sö 179 Piedra de Gripsholm
La piedra de Gripsholm es una de las más interesantes relacionadas con las incursiones en Serkland, de estilo Fp, levantada en memoria de Haraldr, uno de los hermanos de Ingvar el Viajero.

### Sö 254 Piedra de Vansta

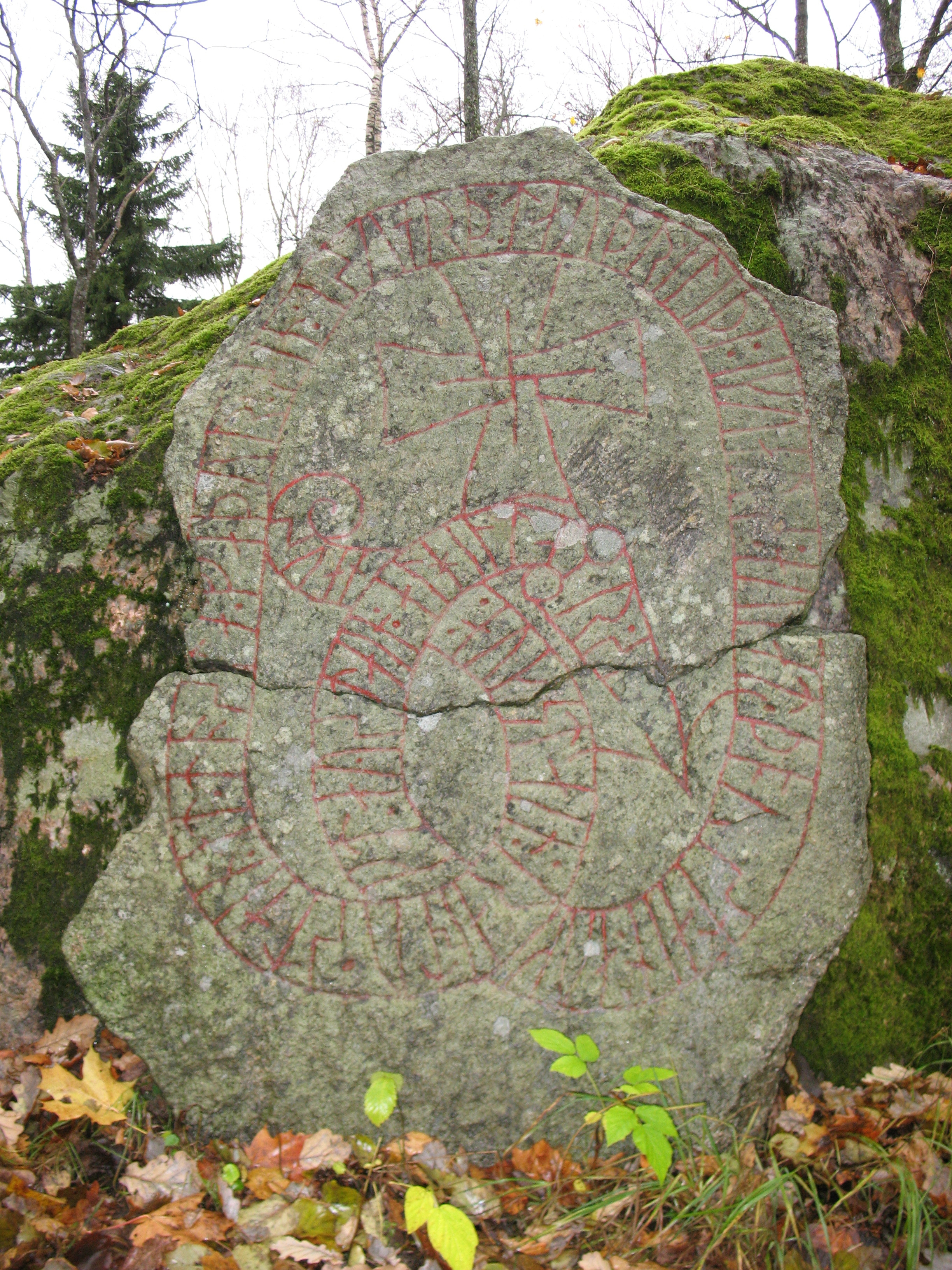
Piedra rúnica Sö 254.

Piedra rúnica localizada en Vansta de estilo estilo Fp.
Inscripción
En caracteres latinos:
* suan : auk stain : raistu * stain : at * tos(t)a : faþur : sin : is uarþ : tauþr * i liþi : ikuars : au(k) at * þo(r)stain : auk kt : aystain : alhiltar * s--
En nórdico antiguo:
Svæinn ok Stæinn ræistu stæin at Tosta, faður sinn, es varð dauðr i liði Ingvars, ok at Þorstæin ok at Øystæin, AlfhildaR s[un].
En castellano: 
"Sveinn y Steinn erigieron esta piedra en memoria de Tosti, su padre, que murió en el séquito de Ingvarr, y en memoria de Þorsteinn, y en memoria de Eysteinn, hijo de Alfhildr."

### Sö 277 Piedra de Strängnäs

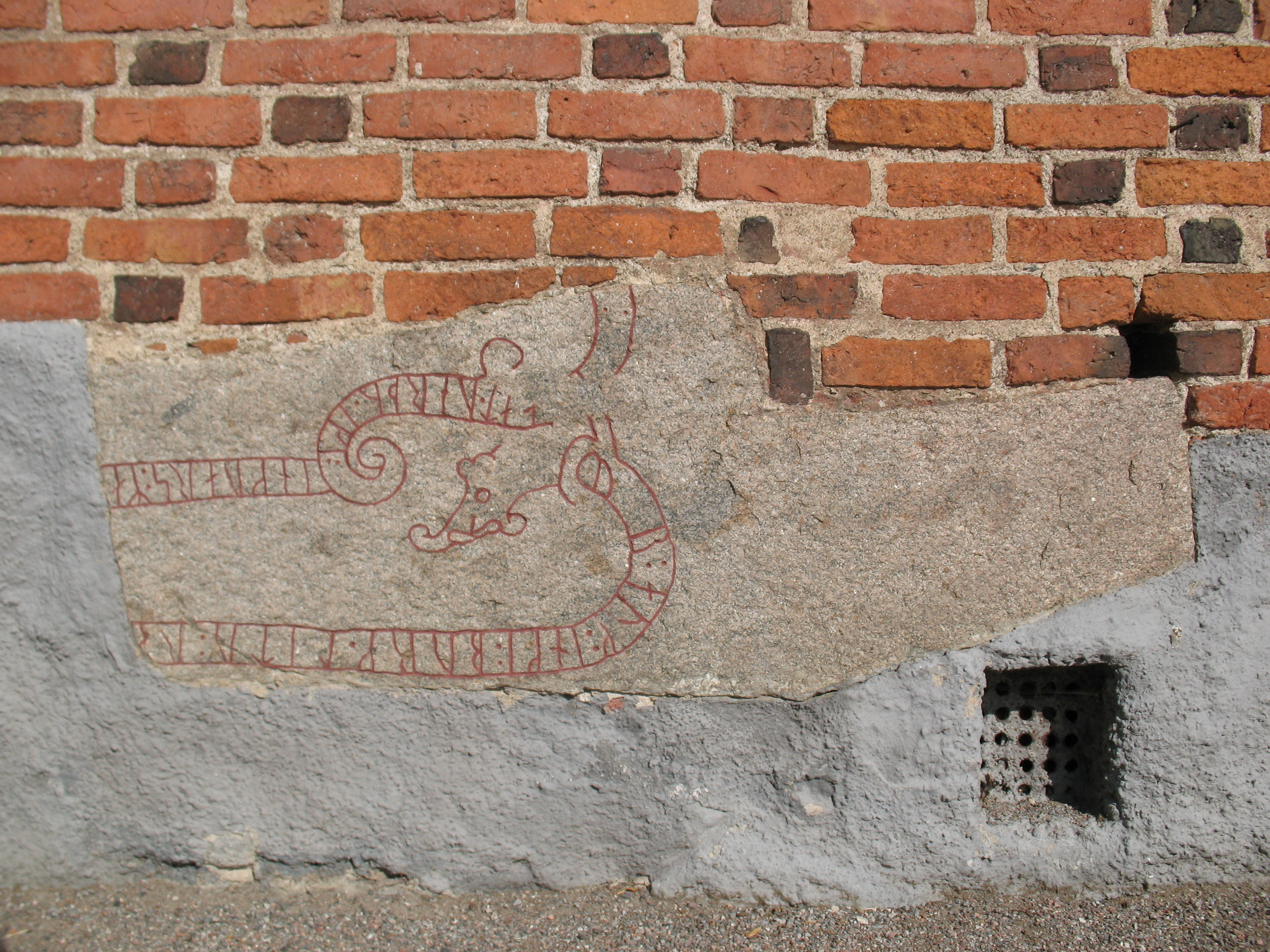
Piedra rúnica Sö 277.

Esta piedra rúnica se encuentra en la catedral Strängnäs, en estilo Pr2.
Inscripción
En caracteres latinos:
u--r : auk : inki:burk : (l)itu : ra... ... ...- : ...a at * uerþr * iki : inkuars : ma... ...
En nórdico antiguo: 
ok Ingiborg letu ræ[isa] ... ... ... <at> verðr ængi Ingvars ma[nna] ...
En castellano:
"y Ingibjôrg levantó ... ... ... en memoria de ... no estará entre los hombres de Ingvarr ..."

### Sö 279 Piedra de Strängnäs

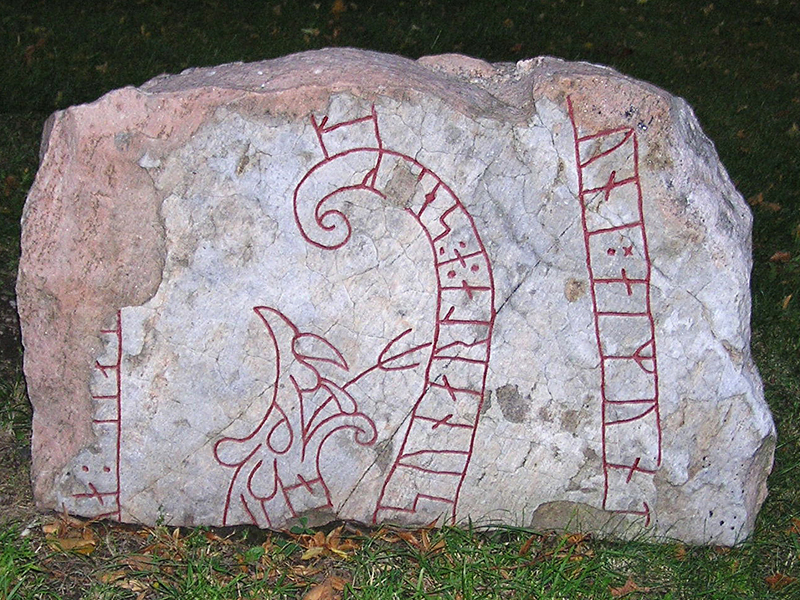
Piedra rúnica Sö 279.

Es una piedra de Serkland localizada en la catedral de Strängnäs, de estilo Pr2. Una teoría propuesta por Braun enlaza esta piedra por otras como U 513, U 540, y Sö 179 y sostiene que Ingvar el Viajero era hijo del rey sueco Emund el Viejo.
Inscripción
En caracteres latinos:
ai... ... ...(u)a : --(a)- ... ...uni ÷ aimunt... ... sunarla : a : se(r)kl...
En nórdico antiguo:
Æi... ... [hagg]va [st]æ[in] ... [s]yni Æimund[aR] ... sunnarla a Særkl[andi].
En castellano:
"Ei-... ... la piedra cortada... hijo de Eimundr ... en el sur en Serkland."

### Sö 281 Piedra de Strängnäs (2)

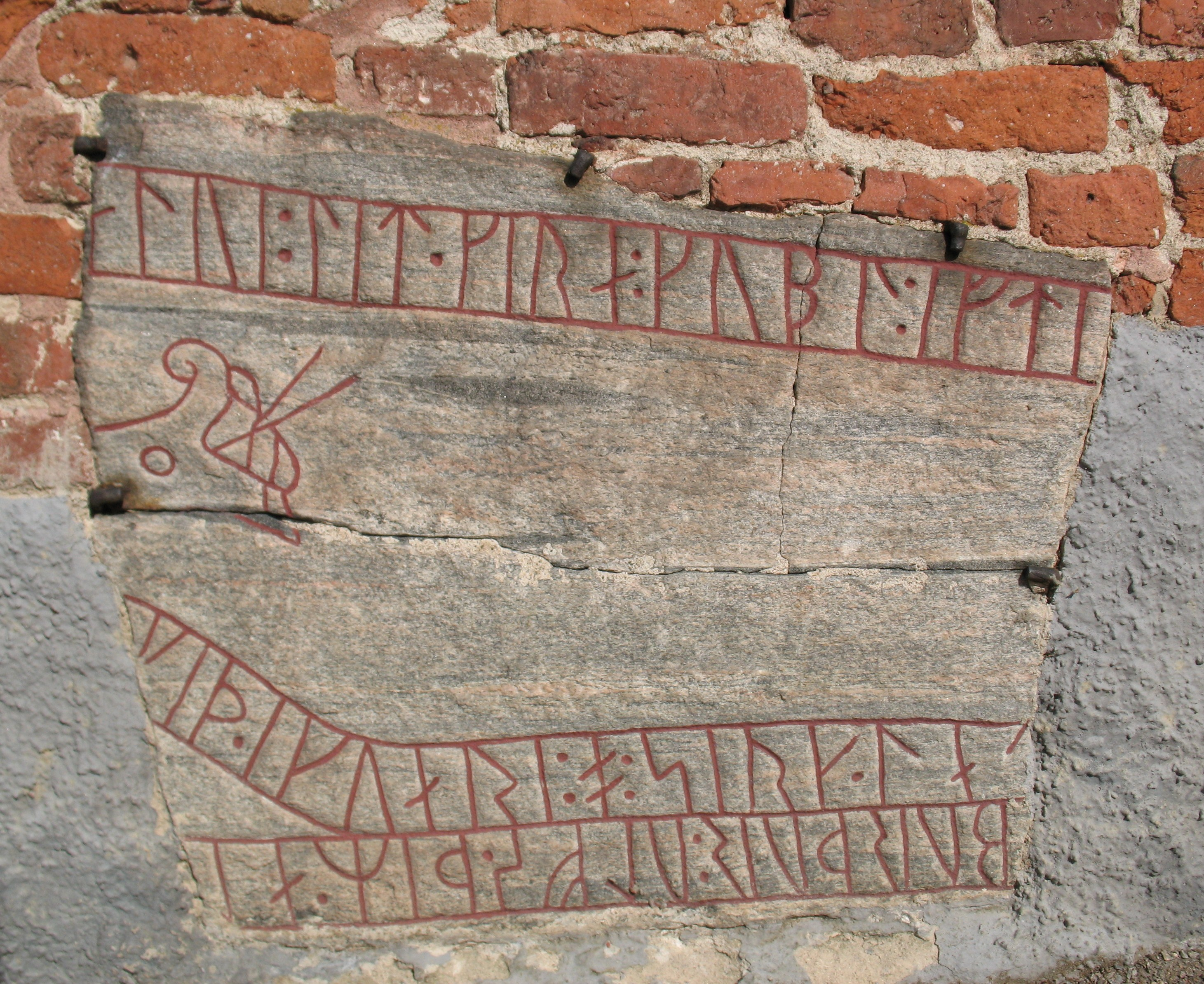
Piedra rúnica Sö 281.

Esta piedra está localizada en la catedral de Strängnäs y es de estilo Pr2.
Inscripción
En caracteres latinos:
(a)lui : lit * kira : kubl : ifti... ... burþur : ulfs * þiR * a(u)... ... (m)iþ * ikuari : o : sirk*la(t)...
En nórdico antiguo:
vi let gærva kumbl æfti[R] ... broður Ulfs. ÞæiR au[str]/au[starla] ... með Ingvari a Særkland[i].
En castellano:
"-vé ha hecho el monumento en memoria de ... hermano de Ulfr. Ellos en / al Este ... con Ingvarr en Serkland."

### Sö 287 Piedra de Hunhammar

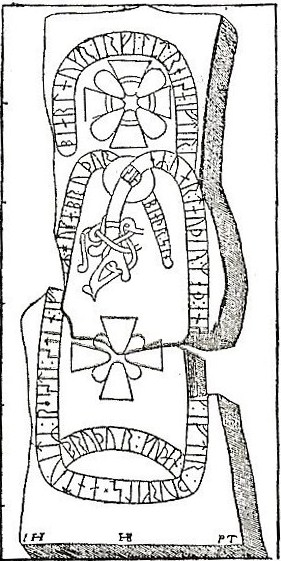
Piedra rúnica Sö 287.

Era una piedra rúnica localizada en Hunhammar, desapareció y solo se conserva un dibujo del siglo XVII.
Inscripción
En caracteres latinos:
[× antuitR : reisti : stin : iftiR : huka : bruþur sin eR : uar : tauþe(r) : miþ : ink... ...k : iftir : þurkils bruþur : kuþan biarlaukr : irfi : lit : reisa : iftir : biaþr : sin]
En nórdico antiguo:
Andvettr ræisti stæin æftiR Huga, broður sinn, eR vaR dauðr með Ing[vari, o]k æftiR Þorgils, broður goðan. Biarnlaugr ærfi(?) let ræisa æftiR faður(?) sinn.
En castellano:
"Andvéttr erigió la piedra en memoria de Hugi, su hermano, que murió con Ingvarr, y en memoria de Þorgísl, (su) buen hermano. Bjarnlaugr, el heredero(?), ha (la piedra) levantado en memoria de su padre(?)"

### Sö 320 Piedra de Stäringe

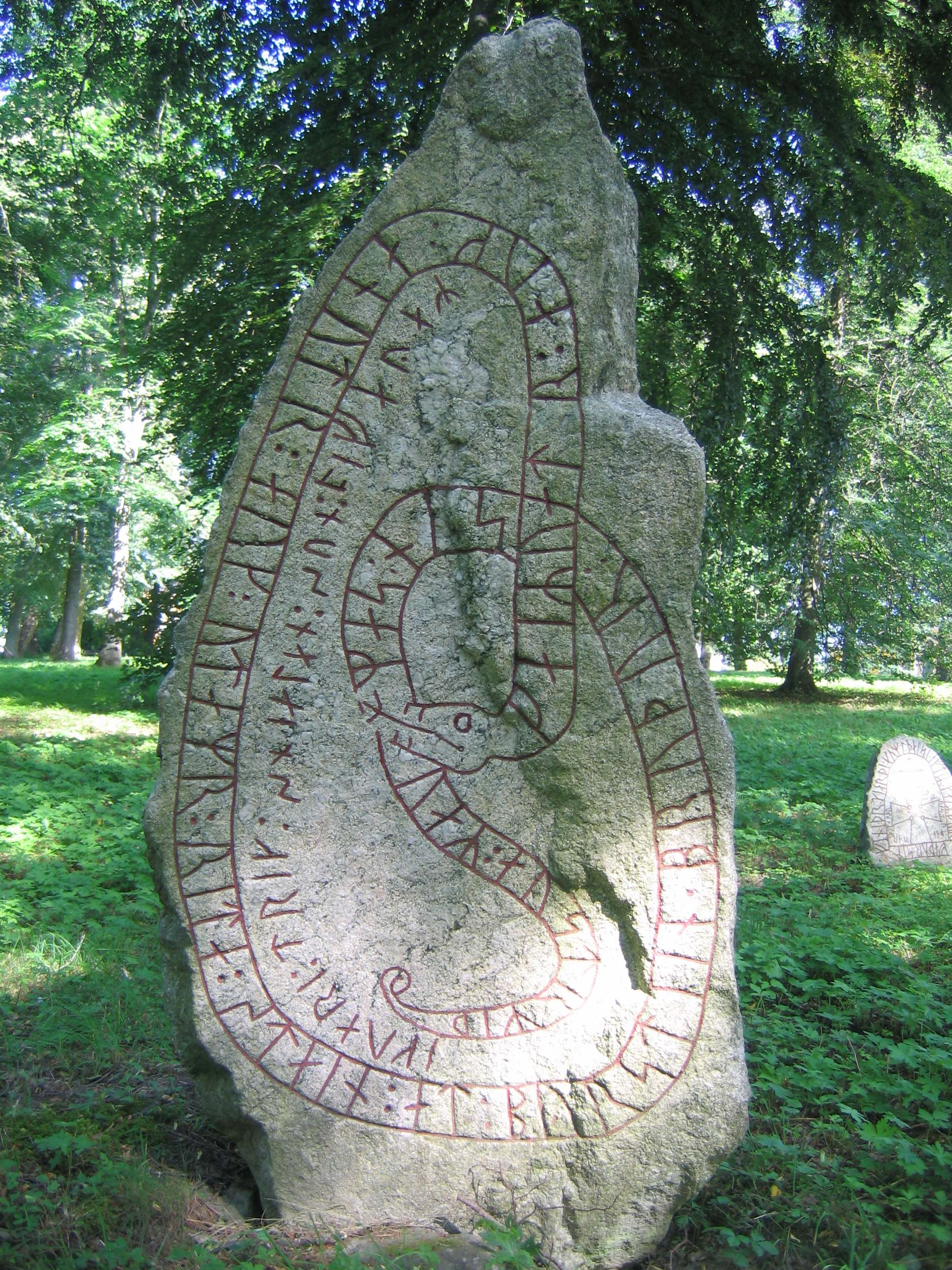
Piedra rúnica Sö 320.

Piedra localizada en el parque de la cas señorial de Stäringe al lado de beside the Sö 319, de estilo Fp.
Inscripción
En caracteres latinos:
: kaiRuatr : auk : anutr : auk : utamr : rita : stain : at : byrst(a)in * bruþur : sin : saR uaR : austr * miþ ikuari : trik : snialan : sun : lifayaR ×
En nórdico antiguo:
GæiRhvatr ok Anundr ok OtamR [letu] retta stæin at Byrstæin, broður sinn, saR vaR austr með Ingvari, dræng sniallan, sun LiføyaR.
En castellano:
"Geirhvatr y Ônundr y Ótamr han levantado la piedra en memoria de Bjórsteinn, su hermano. Él estuvo en el Este con Ingvarr, un hombre valiente y capaz, el hijo de Lífey."

### Sö 335 Piedra de Ärja

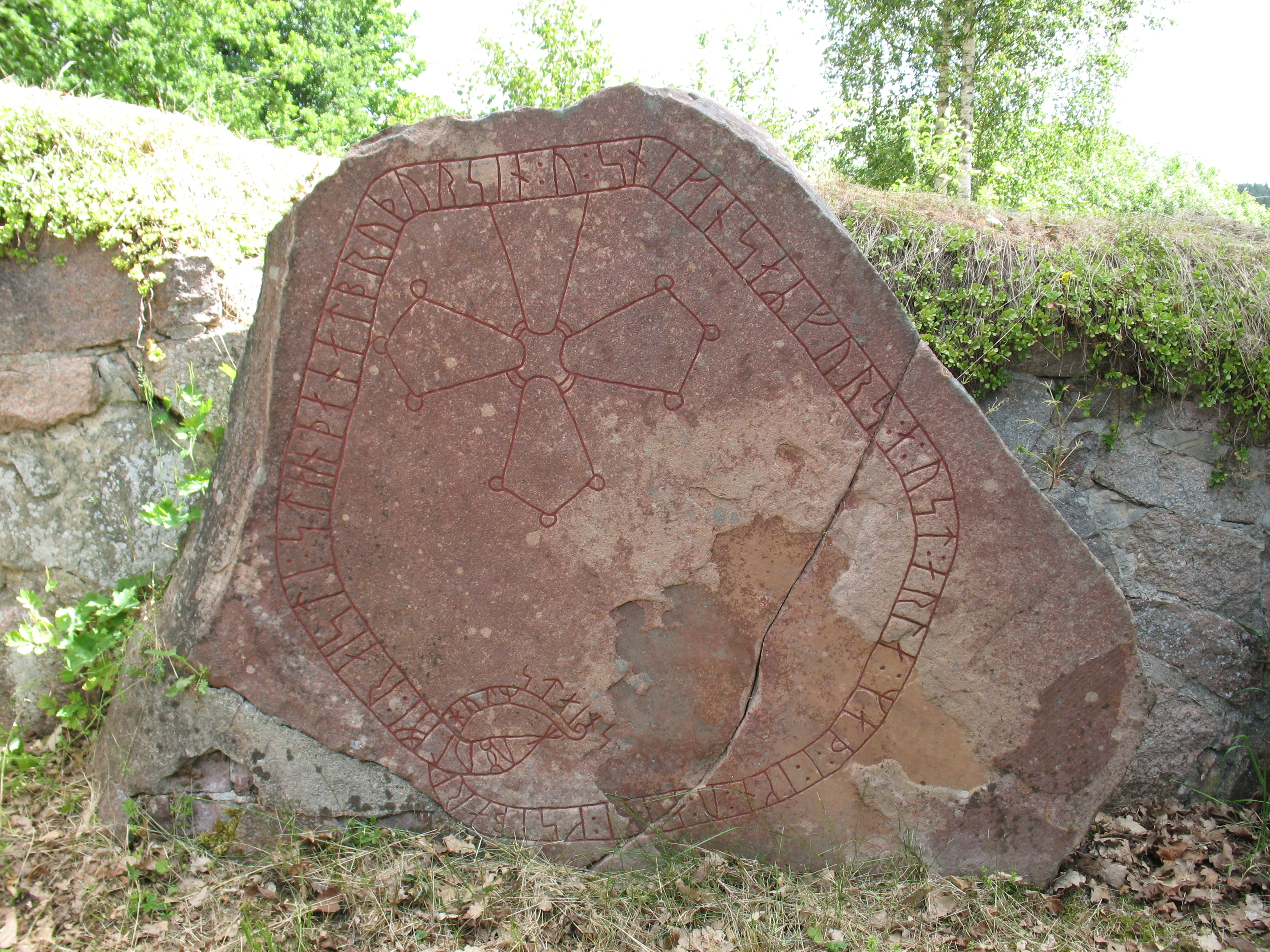
Piedra rúnica Sö 335.

Piedra rúnica localizada en las ruinas de la iglesia de Ärja, de estilo Fp. Aparece la palabra skipari que significa "compañero de barco." Esta palabra se encuentra en una segunda piedra en Sudermania y hay otras seis menciones en piedras del sur de Suecia y Dinamarca. A partir del uso de la palabra, parece ser que Holmsteinn era el capitán de uno de los barcos de la expedición y Ósníkinn un miembro de la tripulación.
La primera runa de la inscripción es aparentemente superflua, y es comparable al hecho que el nombre de Ingvarr se escriba con dos iniciales runas-i. No hay certeza del nombre escrito en las primeras runas, pero algunos investigadores han propuesto que era nombre de mujer ajena a la zona llamada Ulfvi. El nombre Osnikin aparece en media docena de inscripcciones en Uplandia y Sudermania y significa, como en el sueco de hoy, generoso.
Inscripción
En caracteres latinos:
u ulf=ui : raisti : stain þana| |at bruþur sin : u:snikin saR furs : a:ust:arla : maþ : i:ikn:u:ari : ksibari hulmstains
En nórdico antiguo:
UlfR(?) ræisti stæin þenna at broður sinn Osnikin, saR fors austarla með Ingvari, skipari Holmstæins.
En castellano:
"Ulfr(?) levantó esta piedra en memoria de su hermano Ósníkinn. Él viajó al Este con Ingvarr; (él era) marino de Holmsteinn."

## Vestmania

### Vs 19 Piedra de Berga

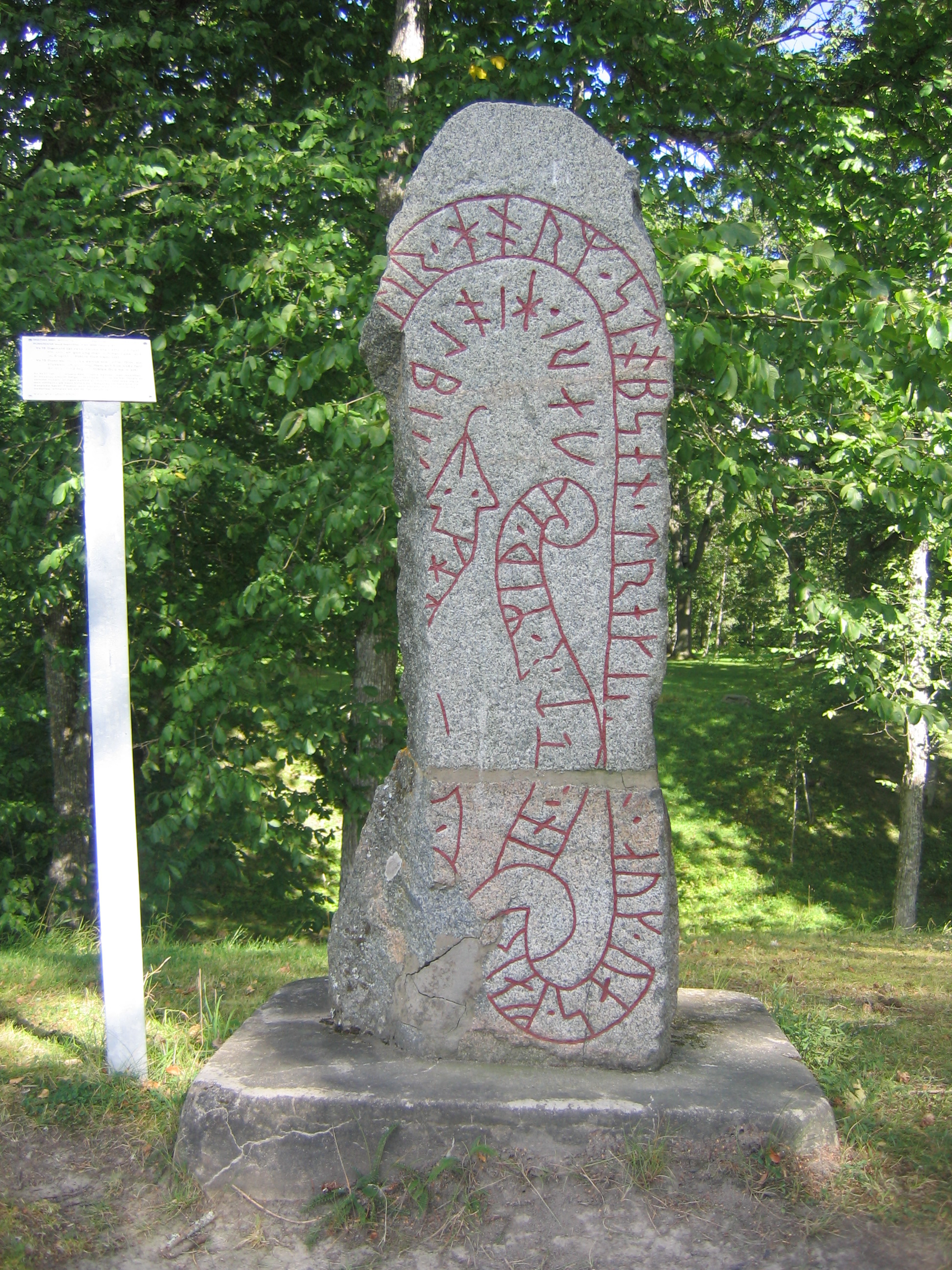
Piedra rúnica Vs 19.

Piedra localizada en Berga, Skultuna de estilo Fp y grabada por el mismo maestro cantero de Vs 18, fechada en 1040 d. C. El nombre Gunnvaldr en la inscripción combina gunnr que significa guerra y valdr que significa manipulador o sostenedor, mientras que el nombre Ormr significa "serpiente" o "dragón".
Inscripción
En caracteres latinos:
khu[nal-](r) * [(l)it ... stain * þinsa ef]tir * horm * stob sen * trek| |ku-...n * auk * uas * farin * (o)(s)-r * miþ * ikuari * hiolbi k[-þ * salu h...ns *]
En nórdico antiguo:
Gunnal[d]r let [ræisa] stæin þennsa æftiR Orm, stiup sinn, dræng go[ða]n, ok vas farinn aus[t]r með Ingvari. Hialpi G[u]ð salu h[a]ns.
En castellano:
"Gunnvaldr ha levantado esta piedra en memoria de Ormr, su hijastro, un valiente buen hombre. Y (él) viajó al Este con Ingvarr. Que Dios guarde su alma."

## Ostrogotia

### Ög 145 Piedra de Dagsberg

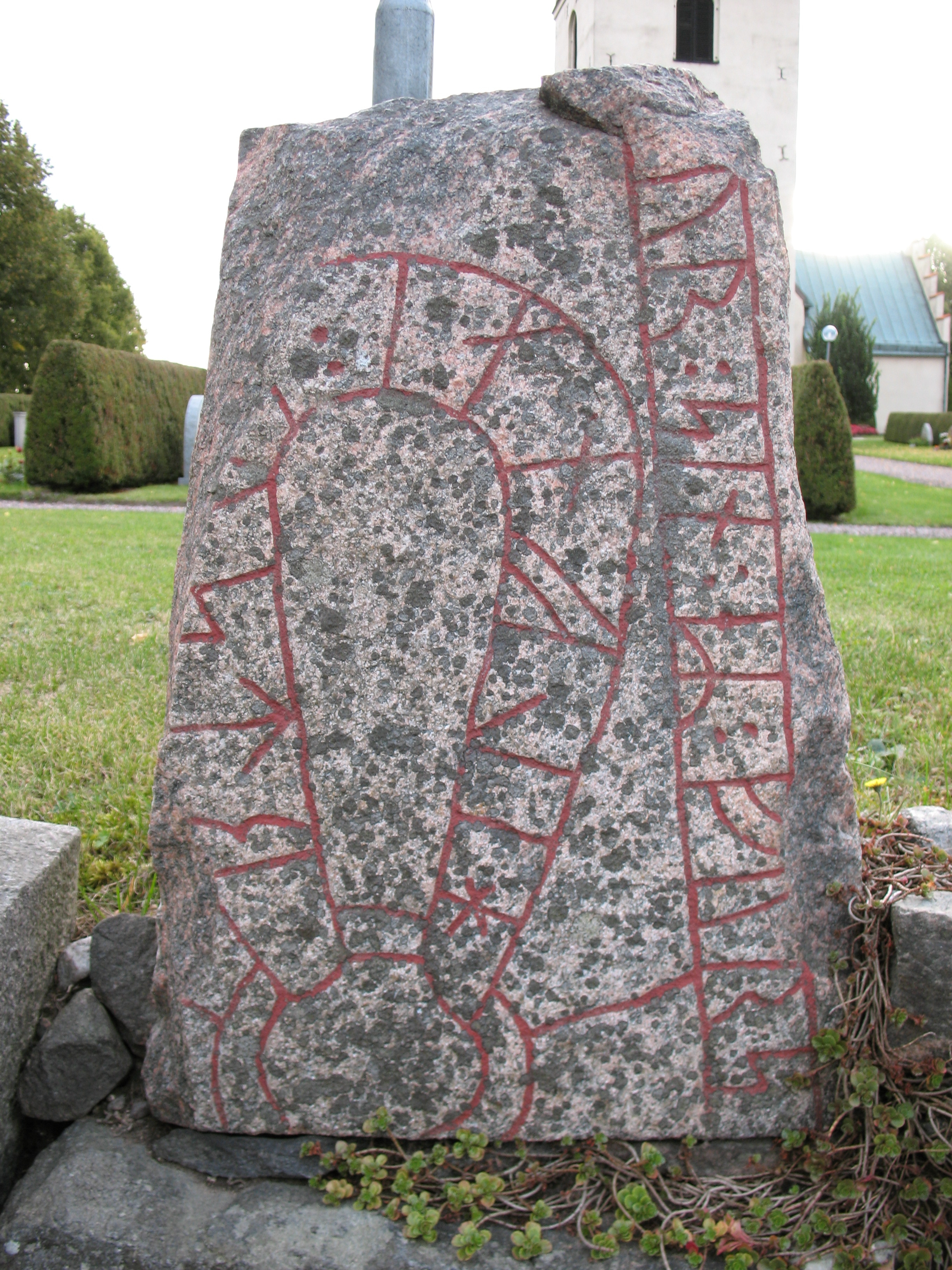
Piedra rúnica Ög 145.

Piedra localizada en la iglesia de Dagsberg.
Inscripción
En caracteres latinos:
ur : sin : eR : furs : ... hilfnai : (a)(u)str
En nórdico antiguo:
[fað]ur/[broð]ur sinn, eR fors ... hælfningi(?) austr.
En castellano: 
"su padre/hermano, que pereció ... tropa(?) en el Este."

### Ög 155 Piedra de Sylten

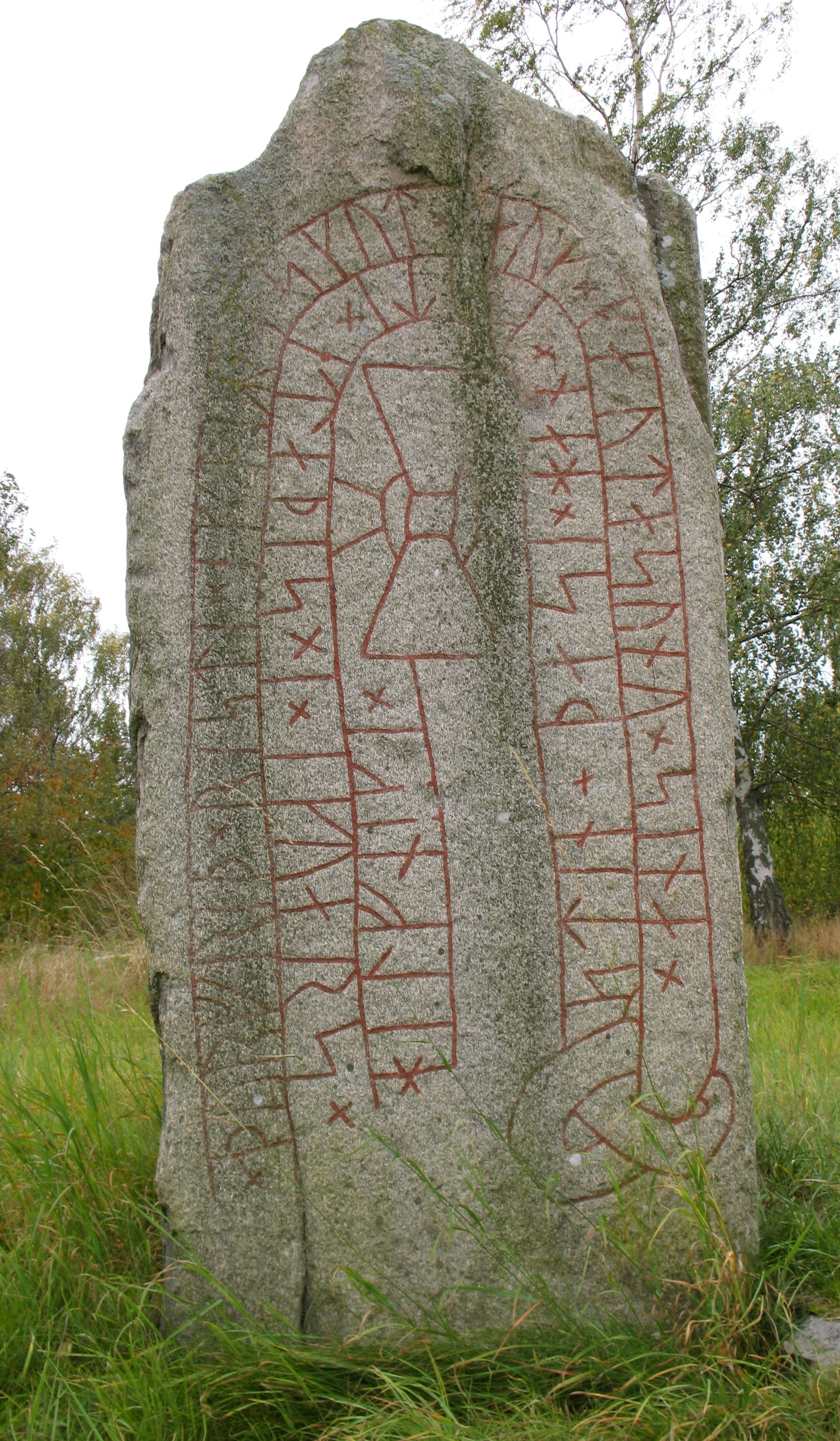
Piedra rúnica Ög 155.

Se ha tentado categorizar esta piedra rúnica como estilo RAK, localizada en Sylten, y es la piedra rúnica más austral. Se descubrió en el siglo XVII y se conservan los dibujos de Johan Hadorph, Petrus Helgonius y Petrus Törnewall. Más tarde, la piedra fue volcada y parcialmente cubierta. En 1896, fue erigido de nuevo por el dueño de la hacienda de Bjällbrunna y se desplazó a una corta distancia. 
Descripción
La palabra helfningr (aparece en dativo como forma dialectal oriental hælfningi) es de origen una palabra usada para designar una mitad (half en inglés), pero podía significar también tropa. Solo aparece en otra piedra rúnica Ög 145, localizada en la iglesia de Dagsberg en Ostrogotia. La runa-i puede representar los phonemas i y e, lo que hace suponer que el primer nombre pertenece a una mujer llamada Þorfríðr o a un hombre llamado Þorfreðr, consecuentemente no hay certeza de quien levantó la piedra, o el padre o la madre.
Ásgautr era un nombre común que aparece en unas 30 inscripciones. Gauti (Göte en la actualidad) era, no obstante, raro de ver en inscripciones rúnicas de la Era vikinga y la única piedra donde aparece también es U 516 (aunque hay piedras deterioradas o con inscripciones poco claras en Sö 14, G 65, y la noruega N 331 que también podrían traducirse palabras con el nombre de Gauti). Se cree que pertenece a un oriundo de Gotia, por ejemplo un gautas. El elemento nominativo personal Gaut aparece, no obstante, no solo en esta parte de Escandinavia pero también en Sueonia y en Dinamarca.
Inscripción
En caracteres latinos: 
þurfriþ × risti × eftiR × askut × auk × kauta sunu × sina × stin × þasi × han × kuti × etaþis × i × ikuars × hilfniki ×
En nórdico antiguo:
Þorfriðr/Þorfreðr ræisti æftiR Asgaut ok Gauta, sunu sina, stæin þannsi. Hann Gauti ændaðis i Ingvars hælfningi.
En castellano: 
"Þorfríðr/Þorfreðr erigió esta piedra en memoria de Ásgautr y Gauti, sus hijos. Gauti encontró su final en la tropa de Ingvarr."